# Kenia
Kenia ([ˈkʰeːni̯a]; Swahili, englisch Kenya [ˈkʰɛnjə, ˈkʰiːnjə]; offiziell Republik Kenia) ist ein Staat in Ostafrika. Die Hauptstadt und größte Stadt des Landes ist Nairobi, die zweite Millionenstadt ist Mombasa. Nach Nigeria und Südafrika besitzt Kenia 2020 die drittgrößte Wirtschaft in Subsahara-Afrika und die größte in Südost- und Zentralafrika. Kenia erlangte im Dezember 1963 die Unabhängigkeit von Großbritannien. Nach der Verabschiedung einer neuen Verfassung im August 2010 ist Kenia in 47 halbautonome Gebietskörperschaften, sogenannte Counties, unterteilt, in denen jeweils ein gewählter Gouverneur regiert.

Klimazonen in Kenia

## Geographie
Kenia grenzt im Nordwesten an den Südsudan, im Norden an Äthiopien, im Nordosten an Somalia, im Süden an Tansania, im Westen an Uganda und im Südosten an den Indischen Ozean. Die Fläche Kenias entspricht 1,62-mal Deutschland oder 6,9-mal Österreich. Das Staatsgebiet wird im südlichen Landesteil vom Äquator durchzogen.

### Inseln
Folgende Inseln gehören ebenfalls zum Staatsgebiet Kenias:
- Lamu, Pate, Manda, Kiwayu, Manda Toto (Lamu-Archipel im Indischen Ozean)
- Chale Island, Mombasa Island, Wasini Island (Indischer Ozean)
- Mfangano Island, Ndere Island, Pyramid Island, Rusinga Island (Victoriasee)
- Central Island, South Island (Turkana-See)

### Geomorphologie
Zentral-Mittel-Kenia wird vom Rift Valley durchzogen, einem Teil des Ostafrikanischen Grabenbruchs. Die höchste Erhebung – der Batian mit 5199 m – befindet sich im Mount-Kenya-Massiv, das Gebirge gehört zum UNESCO-Weltnaturerbe. Der tiefste Punkt liegt bei 0 m an der 480 km langen Küste des Indischen Ozeans; dort sind teilweise Korallenriffe vorgelagert. Die längsten Flüsse des Landes sind: Tana, Sabaki und Kerio. Im Osten erstreckt sich das Küstentiefland als ein schmaler Saum. Die Küstenlinie wird dabei von Buchten und Lagunen gegliedert. Südlich sind Korallenriffe vorgelagert. Nach Westen schließen sich Hügel- und Tafelländer an.

### Klima

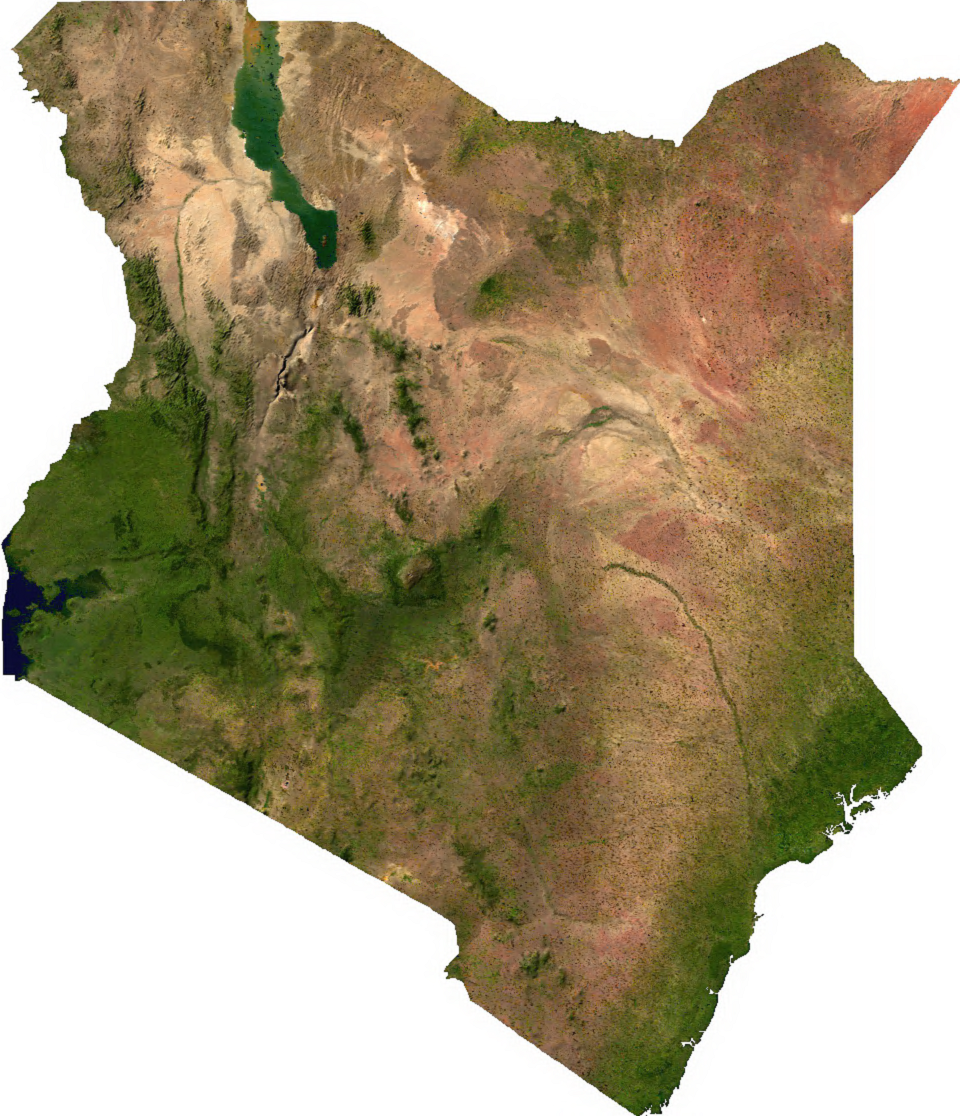
Vegetation in Kenia

Kenia liegt in der subtropischen und tropischen Klimazone. Im Hochland kommt es über 1800 m von April bis Juni und von Oktober bis November zu Regenperioden. Der Niederschlag fällt meist nachmittags, abends und nachts. Die Nächte sind relativ kühl. Die kälteste Zeit in dieser Region liegt im Juli und August mit etwa 10 °C täglichem Minimum. Die warme Periode liegt im Januar und Februar mit etwa 25 bis 26 °C täglichem Maximum. Die Luftfeuchtigkeit beträgt etwa 65 Prozent. In Nairobi liegen die Temperaturen im Juli bei 11 bis 21 °C und im Februar bei 13 bis 26 °C. Die jährliche durchschnittliche Niederschlagsmenge liegt in Nairobi bei 958 mm. Am Victoriasee sind die Temperaturen viel höher, hier gibt es zum Teil starke Regenfälle.
An der Küste liegen die Temperaturen zwischen 22 und 32 °C, und die mittlere Luftfeuchtigkeit beträgt etwa 75 Prozent. Der meiste Niederschlag fällt von April bis Juni. Die trockensten Monate sind Januar und Februar. Die wärmsten Monate sind Oktober bis Mai.

### Hydrogeographie
Die Hydrogeographie des Landes ist von unterschiedlichem Charakter. Bedingt durch die unterschiedlichen Klimazonen ergibt sich, dass das kleinste Einzugsgebiet, das des Viktoriasees mit knapp 10 % der Landesfläche, mit der Hälfte der Gesamtwassermenge den höchsten Abfluss hat. Das größte Einzugsgebiet hingegen, das des Ewaso Ng’iro, der in den Juba entwässert, hat mit mehr als einem Drittel der Landesfläche nur einen Anteil des Abflusses von weniger als 2 %. Neben dem regenreichen Südwesten stellt das Massiv des Mount Kenya das „Wasserschloss“ des Landes dar. Knapp ein Viertel des Landes entwässern in abflusslose Becken wie das des Turkana-Sees.

### Nationalparks und Naturschutz

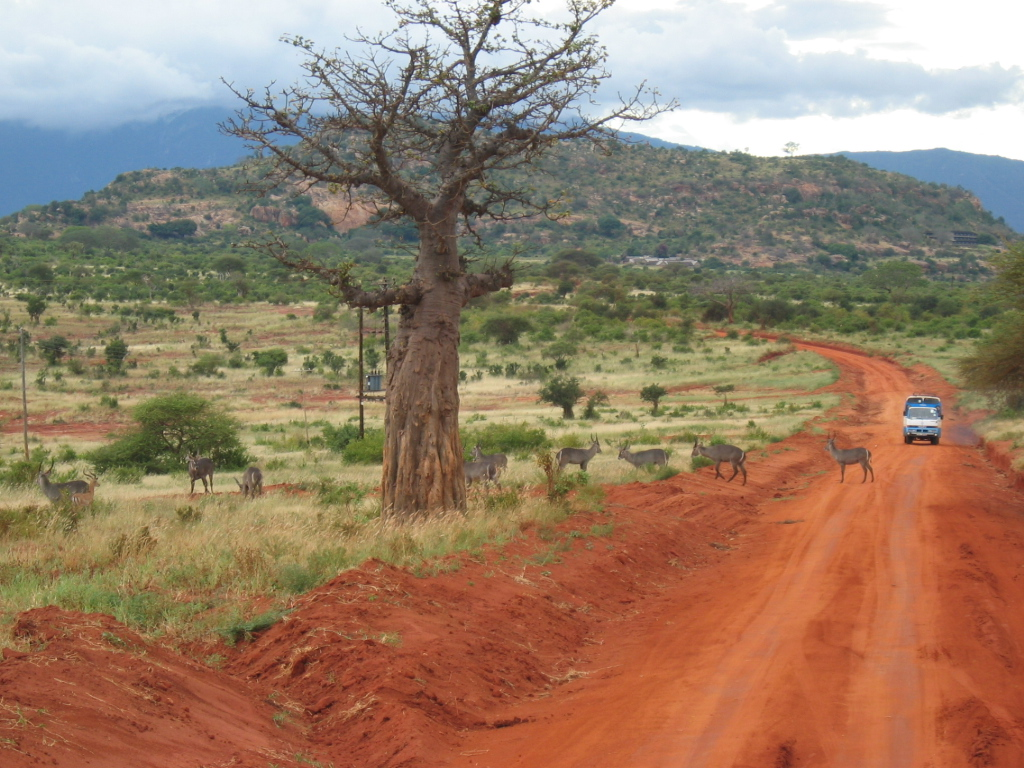
Straße im Tsavo-East-Nationalpark

Es gibt eine Vielzahl an Nationalparks in Kenia, die ein wichtiges Standbein für den Tourismus darstellen. Der größte Nationalpark ist der Tsavo-Nationalpark, der in Tsavo-Ost und Tsavo-West gegliedert ist. Die bekannte Masai Mara, der nördliche Ausläufer der Serengeti, ist formell kein Nationalpark, sondern ein Naturschutzgebiet. Bedingt durch die Herdenwanderungen von Gnus, Zebras, Antilopen, Büffeln und Impalas, findet man hier besonders in den Monaten Juli und August einen großen Tierreichtum. Weitere bedeutende Nationalparks sind Amboseli, Lake Nakuru und Meru. Ebenso sehenswert ist der Nationalpark in Nairobi, ein kleineres tierreiches Reservat inmitten der Hauptstadt. Wohl nirgends sonst kann man Giraffen und Zebras so dicht vor einer Großstadtskyline beobachten. An der Küste von Kenia liegt der Watamu Marine Nationalpark, ca. 120 Kilometer nördlich von Mombasa. Der Nationalpark besteht aus einem Korallenriff mit vielen verschiedenen Fischarten.

### Städte
Im Jahr 2023 lebten 30 Prozent der Einwohner Kenias in Städten. Die größten Städte sind (Stand Zensus 2019):
| Stadt   | Einwohner |
| ------- | --------- |
| Nairobi | 4.397.073 |
| Mombasa | 1.208.333 |
| Nakuru  | 0.570.674 |
| Ruiru   | 0.490.120 |
| Eldoret | 0.475.716 |

## Bevölkerung

### Demografie

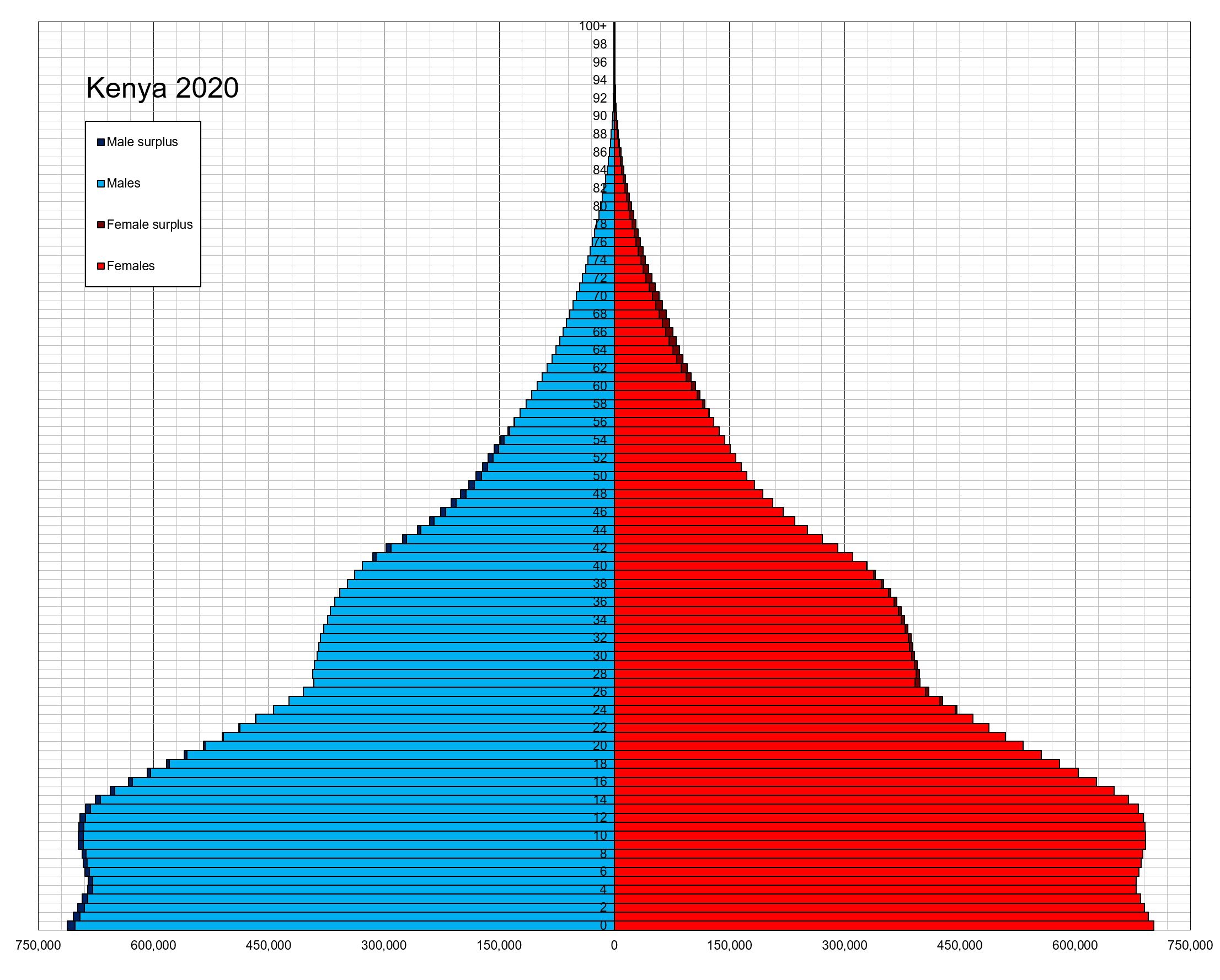
Bevölkerungspyramide Kenias 2020

Kenia hatte 2023 55,1 Millionen Einwohner. Das jährliche Bevölkerungswachstum betrug + 2,0 %. Zum Bevölkerungswachstum trug ein Geburtenüberschuss (Geburtenziffer: 27,5 pro 1000 Einwohner vs. Sterbeziffer: 7,8 pro 1000 Einwohner) bei. Die Anzahl der Geburten pro Frau lag 2022 statistisch bei 3,3, die der Region Ost- und Süd-Afrika betrug 4,3. Die Lebenserwartung der Einwohner Kenias ab der Geburt lag 2022 bei 62,1 Jahren. Der Median des Alters der Bevölkerung lag im Jahr 2021 bei 19,2 Jahren. Im Jahr 2023 waren 37,2 Prozent der Bevölkerung unter 15 Jahre, während der Anteil der über 64-Jährigen 2,9 Prozent der Bevölkerung betrug. Das Kenya National Bureau of Statistics ist die staatliche Statistikbehörde.

### Bevölkerungsstruktur
Insgesamt leben in Kenia mehr als 40 verschiedene Volksgruppen, die mehr als 50 verschiedene Sprachen und Dialekte sprechen.
Die meisten Einwohner Kenias gehören bantusprachigen Volksgruppen an. Zu diesen zählen die Kikuyu (mit rund 22 % Bevölkerungsanteil die größte Volksgruppe Kenias), die Luhya (14 %), die Kamba (11 %), die Kisii (6 %), die Mijikenda (5,1 %) und die Meru (4,3 %).
Des Weiteren leben im Nordwesten Kenias nilotische Volksgruppen wie die Kalendjin (mit 12,9 % die drittgrößte Gruppe), die Luo (mit 10,5 %), die Turkana (2,6 %), die Massai (2,2 %) und die Samburu (0,6 %).
Zu den kuschitischsprachigen Völkern im Nordosten des Landes gehören die kenianischen Somali (6,2 %) und die Oromo sowie kleinere Gruppen wie die Rendille (0,2 %) und die El Molo.
Nicht-afrikanische Bevölkerungsgruppen (Europäer vorwiegend britischer Herkunft, Asiaten, Araber) machen etwa 1 % der Bevölkerung aus.
Die kenianische Regierung erkennt aktuell (Stand: 2017) 43 Völker als zur Staatsbürgerschaft berechtigt an. Daneben gibt es eine Reihe von Völkern und Communitys, die vermutlich bereits vor der Unabhängigkeit in Kenia lebten, aber als staatenlos gelten – insgesamt rund 18.500 Personen. Zu ihnen zählen die Shona, die Shirazi, die Galja’el sowie die Pemba.
Im Jahre 2017 waren 2,2 % der Bevölkerung im Ausland geboren. Die meisten Ausländer sind Flüchtlinge aus Somalia, Uganda und dem Südsudan.

### Sprachen und Dialekte
Nach der geltenden Verfassung gilt seit 1992 Swahili mit Englisch als eine der offiziellen Sprachen des Parlamentes, jeder Kandidat muss Kenntnisse der Sprache nachweisen. Alle Beschlüsse des Parlamentes sind aber auf Englisch zu fassen. Auf der unteren Ebene der Gerichte ist Swahili als Verhandlungssprache zugelassen, Niederschriften und Urteile sind hingegen auf Englisch auszufertigen. Die öffentlichen Verwaltungen dürfen im Verkehr mit dem Bürger Englisch und Swahili verwenden. Im Entwurf der neuen Verfassung sind Englisch und Swahili als die beiden offiziellen Sprachen des Staates vorgesehen, Swahili außerdem als nationale Sprache. Die wichtigsten Sprachen von insgesamt 52 Volksgruppen (die Linguisten führen ganz genau 61 Sprachvarianten inkl. indischer Sprachen und Dialekte auf) sind:
- Englisch ist als Erbe der britischen Kolonialzeit eine der beiden offiziellen Amtssprachen Kenias und besonders durch den Gebrauch als Schulunterrichtssprache weit verbreitet.
- Swahili, die Bantu-Sprache mit weltweit den meisten Sprechern, ist die zweite Amtssprache. Es wird an der Küste um Mombasa z. B. von den Giriama gesprochen und in den Schulen gelehrt. Gleichzeitig ist Swahili Verkehrssprache in ganz Ostafrika. In Kenia ist es die vor allem auf dem Land am meisten gesprochene Sprache.
- Kikuyu: Bantu-Sprache der größten Volksgruppe (22 Prozent der Gesamtbevölkerung), insbesondere um Nairobi; berühmte Kikuyu: Jomo Kenyatta, Mwai Kibaki, Wangari Maathai, Ngũgĩ wa Thiong’o und Uhuru Kenyatta.
- Kamba: Bantu-Sprache, dem Kikuyu verwandt, wird von 11 Prozent der Bevölkerung östlich des Mount Kenya gesprochen.
- Luhya: Sprache der gleichnamigen zweitgrößten Volksgruppe (14 Prozent) im Westen um Kakamega (Provinzhauptstadt) umfassend aus mehreren Sprachen z. B. Bukusu, Maragoli, Tiriki.
- Luo: Die nilotische Sprache des drittgrößten Volks (13 Prozent) wird am Victoriasee um Kisumu gesprochen. Berühmte Luo: Jael Mbogo, Tom Mboya, Lupita Nyong’o, Oginga Odinga und Raila Odinga.
- Kalendjin: Ist eine mehrere Sprachen umfassende Gruppe nilotischer Sprachen (11 Prozent), z. B. Pokot oder das Tugen, die ebenfalls nilotische Sprache des Volks, aus dem der zweite Präsident Daniel arap Moi entstammt. Die meisten der kenianischen „Wunderläufer“ sind Kalenjin, besonders aus dem Volk der Nandi.
- Turkana: die nilotische Sprache des Turkana-Volkes; etwa 340.000 Sprecher.
- Maa: Nilotische Sprache der Massai und verwandter Völker wie der Samburu und Njemps.
- Oromo: Kuschitische Sprache mit den Dialekten oder Sprachen Borana und Orma
- Somali: Ebenfalls eine kuschitische Sprache mit den Dialekten oder Sprachen Rendille und Boni
- Indische Sprachen und Dialekte der „Asians“ genannten Inder im Land.
- Sheng: Slang, keine eigene Sprache, meist swahili-basiert, ist die aktuelle Jugendsprache.
- Ki-Settler war die auf Swahili basierende Pidgin-Sprache, die als Lingua franca der weißen Kolonialherren mit ihren Bediensteten diente, ähnlich dem Fanakalo in Südafrika oder dem Chilapalapa im kolonialen Rhodesien. Die Vorsilbe Ki- steht im Swahili für „Sprache“, heißt hier also: „Sprache der Siedler“.

### Religion
Bei der letzten Volkszählung im Jahr 2019 gaben 40.379.079 Personen oder 85,52 % der Gesamtbevölkerung an, sie seien Christen. Die Christen zerfallen in zahlreiche Gruppierungen, von denen die Anglikaner (2019 insgesamt 15.777.473 Protestanten) und Katholiken (2019 9.726.169 Gläubige) die meisten Anhänger haben. Stark wachsend ist die Gruppe der Evangelikalen (2019 9.648.690 Gläubige), die meist zur Pfingstbewegung gehören. Es gibt zudem Millionen von Anhängern von zahlreichen afrikanischen Kirchen (2019 total 3.292.573 Gläubige) und Orthodoxe (2019 201.263 Gläubige). Hinzu kommen christliche Sondergemeinschaften wie die Zeugen Jehovas, Neuapostolischen, Siebenten-Tags-Adventisten und Mormonen (2019 insgesamt 1.732.911 Gläubige).
Nur noch 318.727 Menschen oder 0,68 % der Kenianer rechneten sich 2019 den traditionellen afrikanischen Religionen zu. Doch sind wahrscheinlich auch zahlreiche Menschen aus dem Personenkreis der übrigen Religionen den traditionellen Religionen zuzurechnen (2019 467.083 Personen). Auch unter den in den letzten 200 Jahren zum Christentum oder Islam übergetretenen Kenianern und unter deren Nachfahren werden teilweise noch Elemente aus der ehemaligen Stammesreligion beibehalten.
Weiterhin gibt es insbesondere an der Küste Muslime der sunnitischen Richtung, die 5.152.194 Personen oder 10,91 % der Gesamtbevölkerung ausmachen und vor allem in den südöstlichen Küstengebieten leben. Im östlichen Viertel des Landes dominieren muslimische Somali, die etwa die Hälfte aller Muslime Kenias ausmachen. Genauere Zahlen sind umstritten, da eine Unterscheidung zwischen kenianischen Somali und zwischen einer halben und einer Million Flüchtlingen aus Somalia schwierig ist. Daher könnten sie inzwischen bis zu 20 % der Bevölkerung ausmachen.
Vor allem unter Menschen südasiatischer Herkunft verbreitet ist der Hinduismus (2019 60.287 Gläubige). Als konfessionslos oder als Atheisten bezeichneten sich 2019 755.750 Menschen. Die zwei übrigen Bezeichnungen (Don’t know und Not stated) mit 2019 73.253 beziehungsweise 6909 Personen fallen unter die Rubrik Religionszugehörigkeit unbekannt.

### Bildung
Der Lehrplan orientiert sich am sogenannten 8-4-4-System, welches das koloniale Schulsystem mit seinen eurozentristischen Inhalten ablöste, das heißt acht Jahre Grundschule, vier Jahre Gymnasium und vier Jahre Hochschule. Jedes Jahr findet zwischen den Schulen ein Wettkampf um die höchsten Punktzahlen im nationalen Wettbewerb statt. Die Medien berichten ausführlich und mit Homestorys über die Sieger, die besten Schüler des Landes erhalten vom Präsidenten Preise, etwa einen Ochsen oder ein Universitätsstipendium. Die Alphabetisierungsrate in Kenia betrug 2015 78,0 %. Im Jahr 2021 lag die erwartete Dauer des Schulbesuchs bei 10,7 Jahren.

#### Vorschulerziehung und Achtjährige Grundschule
Kindergärten und Vorschulerziehung (preschool education) sind überwiegend auf die Städte beschränkt und kostenpflichtig. Sie werden meist von bildungsstarken und wohlhabenderen Elternhäusern genutzt. Einige der Kindergärten arbeiten z. B. nach der Montessoripädagogik. Das US-amerikanisch-britische Unternehmen Bridge International Academies (BIA) betreibt einige Vorschulen.
Besonders auf dem Land wurden viele Grundschulen nach dem Harambee-Prinzip unterhalten, das heißt die Eltern finanzierten sie durch Spenden selbst. Diese Schulen waren in jeder Hinsicht arm. Diese Situation verbesserte sich erst, als 2003 die Regierung Kibaki ihr Wahlversprechen einlöste und das Schulgeld für die „Primary Schools“ abschaffte. Damit ermöglichte sie zum ersten Mal den Zugang zur Bildung für Kinder aus ärmeren Familien. Es gingen innerhalb eines Jahres 1,7 Millionen Kinder mehr zur Schule. Jedoch blieben Investitionen im Bildungssektor aus, und das Schulsystem ist kaum im Stande, der steigenden Anzahl von Schülern gerecht zu werden.
Das Lehrer-Schüler-Verhältnis hat sich auf 1:100 verschlechtert. Zudem nimmt die Zahl der Lehrer kontinuierlich ab. Wer eine bessere Lehrer-Schüler-Relation für seine Kinder wünscht, ist weiterhin gezwungen, seine Kinder gegen entsprechendes Schulgeld auf eine der vielen Privatschulen zu schicken. Zu ihnen gehören zahlreiche Schulen von BIA. Der Betrieb dieser Schulen ist umstritten.

#### Weiterführende Schulen und Berufsausbildung
Weiterführende Schulen (Klasse 9–12) sind kostenpflichtige Gesamtschulen. Ihre Träger sind der Staat, große Organisationen wie z. B. die Kirchen oder private Unternehmer. Die beiden letzteren werden allgemein als Privatschulen bezeichnet. Aufgrund der Kosten sind diese Schulen für große Teile der Bevölkerung unzugänglich, auch wenn die Privatschulen Stipendien vergeben. Einige Schulen nehmen kostenlos nur begabte Kinder aus den Slums auf.
Eine Berufsausbildung, wie sie in Deutschland etwa nach dem Dualen System oder in Berufsfachschulen flächendeckend bekannt ist, existiert in Kenia nicht. Eine Art Ausbildung gibt es in Betrieben (in-service-training) oder an einem der in den Städten zahlreichen Privatinstitute. Dort werden etwa Kfz-Mechaniker, Frisöre oder Computerfachleute ausgebildet. Alle diese Ausbildungen kosten Geld. Ein Hardware-Fachmann wird zum Beispiel in Nairobi für 2000 Euro in 18 Monaten ausgebildet. Eine solche Ausbildung erhöht die Chancen auf dem freien Markt enorm.

#### Universitäten
Der kenianische Hochschulsektor wurde im letzten Jahrzehnt stark ausgebaut. Im Jahr 2005 gab es lediglich fünf staatliche Universitäten im Land. Im Jahr 2020 lag die Anzahl der staatlichen Hochschulen bei 31, die der privaten Universitäten bei 32, davon 14 mit staatlicher Lizenz. Im Zeitraum von 2013 bis 2017 verdoppelte sich die Anzahl der Studierenden in Kenia und lag zuletzt bei über 560.000.
Nur die besten Schüler erhalten an den staatlichen Universitäten kostenlose Studienplätze. Wer weniger schulisch erfolgreich ist, ist auf die kostenpflichtigen (internationalen) Privatuniversitäten angewiesen. An den Universitäten fehlt es öfter an nötigen Geldern, daher sind Streiks der Dozenten oder Studenten häufig.
Noch immer ziehen es die Eliten des Landes oder Gemeinschaften, die über Harambee das Geld aufbringen können, vor, ihre Kinder im Vereinigten Königreich, den USA oder anderen wohlhabenderen Staaten studieren zu lassen.

### Gesundheit
Die Gesundheitsausgaben des Landes betrugen im Jahr 2021 4,5 % des Bruttoinlandsprodukts. Im Jahr 2018 praktizierten in Kenia 1,6 Ärztinnen und Ärzte je 10.000 Einwohner. Die Sterblichkeit bei unter 5-jährigen betrug 2022 41,1 pro 1000 Lebendgeburten. Die Lebenserwartung der Einwohner Kenias ab der Geburt lag 2022 bei 62,1 Jahren (Frauen: 64,7, Männer: 59,6). Die Lebenserwartung stieg von 54,4 Jahren im Jahr 2000 bis 2022 um 14 %.
Nach Angaben von UNAIDS sind 5,2 bis 6,7 % der erwachsenen Bevölkerung (15–49 Jahre) HIV-positiv. Jugendliche sind besonders häufig betroffen. AIDS hat in Kenia zu einem Absinken der Lebenserwartung beigetragen. In den letzten Jahren konnten jedoch Fortschritte im Kampf gegen die Epidemie erzielt werden und die durchschnittliche Lebenserwartung stieg wieder an. 2018 gehörte sie laut Angaben der Weltbank mit 66,6 Jahren zu den höchsten in Subsahara-Afrika.

## Landesname
Der Name Kenia geht auf den Mount Kenya zurück. Die älteste Aufzeichnung datiert auf die Mitte des 19. Jahrhunderts und stammt vom deutschen Afrikaforscher Johann Ludwig Krapf. Auf einer Reise mit einer Kamba-Karawane unter der Führung von Chief Kivoi kamen sie auch am Berg vorbei und Krapf fragte nach dessen Namen. Kivoi erklärte, der Name sei „Kĩ-Nyaa“ oder „Kĩĩma-Kĩĩnyaa“, möglicherweise weil das Muster aus schwarzem Gestein und weißem Schnee an die Federn des männlichen Straußenvogels erinnerte. Dieselbe Bedeutung haben auch die lokalen Namen „Kĩrĩma Kĩrĩnyaga“ in Kikuyu (Agikuyu) und „Kirenyaa“ (Embu). Krapf zeichnete den Namen in der Folge als Kenia bzw. Kegnia auf. Manche nehmen an, dass es sich dabei um eine genaue Wiedergabe der afrikanischen Aussprache handelt. Eine Karte des schottischen Geologen Joseph Thompson von 1882 beinhaltet den Berg als Mt. Kenia. Der Name wurde schließlich pars pro toto als Landesname akzeptiert, war aber in der frühkolonialen Zeit nur wenig in Gebrauch, als die Region offiziell als „Protektorat Ostafrika“ oder „Britisch-Ostafrika“ bezeichnet wurde. Offiziell wurde der Name von der britischen Kolonialverwaltung erst 1920 in „Kronkolonie Kenia“ geändert.
Aus den Farben der Flagge Kenias wird im deutschsprachigen Raum der Name Kenia-Koalition für eine schwarz-rot-grüne Koalition abgeleitet.

## Geschichte
Das Gebiet des heutigen Staates Kenia war bereits vor mehr als vier Millionen Jahren von frühen Vormenschen wie Australopithecus und Kenyanthropus besiedelt und gehört zu jenen Regionen Afrikas, in denen sich die Gattung Homo entwickelte. Prähistorische Stätten, die besucht werden können, sind z. B. die Olorgesailie Prehistoric Site oder Kariandusi bei Gilgil. Viele Grabungsstätten der Paläoanthropologen, wie etwa von Orrorin, können jedoch nicht besucht werden. Die anthropologische Forschung Kenias ist untrennbar mit dem Namen der Familie Leakey verbunden.
Die Geschichte Kenias als Kolonie beginnt 1885 mit einem deutschen Protektorat über die Besitzung Witu an der Küste des Sultanats von Sansibar. 1888 kam die Imperial British East Africa Company nach Kenia und verwaltete bis 1895 Britisch-Ostafrika. Deutschland übergab Witu gemäß dem sogenannten Helgoland-Sansibar-Vertrag von 1890 an die Briten. 1895 rief die britische Regierung Britisch-Ostafrika als Protektorat aus und gab 1902 das fruchtbare Bergland als Siedlungskolonie für Weiße frei. 1920 wurde Kenia offiziell zur Kronkolonie.
Kenia durchlebte Kolonialgeschichte und war lange Zeit in der Hand der Briten.
Am 20. Oktober 1952 verhängte der damalige britische Gouverneur den Ausnahmezustand in Kenia, nachdem der oberste afrikanische Repräsentant der Kolonialadministration ermordet worden war. Dann begannen Aufstände (auch Mau-Mau-Krieg genannt). Im März 1957 fand die erste allgemeine Wahl statt. Die Kenya African National Union (KANU) bildete die erste Regierung. Am 1. Juni 1963 wurde Jomo Kenyatta Ministerpräsident. Am 12. Dezember 1963 wurde Kenia unabhängig, verblieb aber als Commonwealth Realm im Commonwealth of Nations. Nachdem im November 1964 die beiden größten Parteien KANU und KADU fusionierten und sich somit ein Einparteiensystem etabliert hatte, wurde Kenia am 12. Dezember 1964 zur Republik mit Kenyatta als Staatspräsident.
Wegen Korruptionsvorwürfen wurden 2005/06 zehn Minister entlassen oder traten wegen größerer Finanzskandale (Anglo-Leasing-Skandal und Goldenberg-Skandal) selbst zurück. Zu den aus mangelnder Loyalität zur Regierung von Präsident Kibaki 2006 entlassenen Ministern gehörten unter anderem Bauminister Raila Odinga und Außenminister Kalonzo Musyoka.
Am 22. März 2006 trat das (nach der für die Regierung gescheiterten Volksabstimmung über die neue Verfassung) von Präsident Kibaki beurlaubte Parlament zur neunten Periode zusammen. Kibaki äußerte sich zur neuen Verfassung und positiv zum Kampf gegen die Korruption. Er bejahte die Pressefreiheit (hier bezog er sich auf den „Sturm auf den Standard“), mahnte die Presse aber gleichzeitig zur Verantwortung.
Am 28. November 2006 gelang in der KANU ein interner Parteicoup, indem durch eine nicht durch die Führung der Partei einberufene Delegiertenkonferenz in Mombasa eine neue Parteiführung gewählt und wohl mit Hilfe der Regierung und Ex-Präsident Moi registriert wurde. Damit wurde trotz lautstarker Proteste mit Uhuru Kenyatta fast die gesamte alte Parteiführung entmachtet und Nicholas Biwott neuer Parteichef. Gleichzeitig wurde er damit auch der mit zahlreichen Privilegien versehene offizielle Führer der Opposition im Parlament.
Der Oberste Gerichtshof (High Court) hob diese Entscheidung am 29. Dezember 2006 wieder auf, bis in der Hauptsache am 11. Februar 2007 entschieden würde. Damit war Uhuru wieder Partei- und Oppositionsführer – auf Zeit.
Präsident Mwai Kibaki (vom Stamm der Kikuyu), Raila Odinga (vom Stamm der Luo) und Kalonzo Musyoka (vom Stamm der Kamba) traten in der Präsidentenwahl im Dezember 2007 als Kandidaten an. Die Wahlen fanden am 27. Dezember statt. Kibaki wurde hierbei mit einer knappen Mehrheit von 300.000 Stimmen im Amt bestätigt. Die Opposition und internationale Wahlbeobachter sprechen von massiven Wahlfälschungen. Nach der Bekanntgabe der Vereidigung von Mwai Kibaki zum Präsidenten kam es in ganz Kenia zu schweren Auseinandersetzungen zwischen den Sicherheitskräften und Demonstranten. Schwerpunkte der gewalttätigen Auseinandersetzungen waren die Hauptstadt Nairobi, Kisumu, und die Städte Nakuru, Naivasha und Eldoret in der Provinz Rift Valley. Es wurden bis zu 1.500 Menschen getötet und mehr als 600.000 Menschen vertrieben. Angeheizt wurde die Situation durch ethnisch motivierte Gewaltakte in mehreren Landesteilen, die für einen Wechsel an der Spitze des politischen Systems stimmten. Diese richteten sich vor allem gegen Kikuyu, Angehörige der Ethnie von Präsident Kibaki.
Am 4. August 2010 wurde über eine neue Verfassung in einem Referendum abgestimmt, die mehrheitlich von der Bevölkerung angenommen wurde.

## Politik

### Politisches System
Kenia ist nach der Verfassung von 2010 eine Präsidialrepublik. Der Staatspräsident verfügt über weitreichende Exekutivvollmachten. Ihm unterstehen sowohl die Regierung als auch die Streitkräfte. Nach friedlicher Annahme der neuen Verfassung mit großer Mehrheit im Referendum vom August 2010 fanden mit der Umsetzung des Grundrechtekatalogs, den Reformen in den Feldern Sicherheit und Justiz sowie der Dezentralisierung politischer Verantwortungen wichtige Änderungen statt. Kenia ist seit den allgemeinen Wahlen vom 4. März 2013 ein dezentral aufgebautes und verwaltetes Land, das in 47 „counties“ gegliedert ist. Neben dem Präsidenten und Vizepräsidenten wurden erstmals Gouverneure und Parlamente auf Bezirksebene gewählt.
Bei den allgemeinen Wahlen am 4. März 2013 wurden der Präsident, die Nationalversammlung, der Senat sowie Gouverneure und Repräsentanten der Landkreise (Counties) neu gewählt.
Bei der Präsidentschaftswahl traten acht Kandidaten an. Am 9. März wurde Uhuru Kenyatta, ältester Sohn von Kenias erstem Präsidenten Jomo Kenyatta, von der Wahlkommission zum Sieger erklärt. In der Folge wurde das Wahlergebnis von mehreren unterlegenen Parteien, vor allem Raila Odinga, vor dem Höchstgericht beeinsprucht. Am 30. März wurden alle Einsprüche abgewiesen. Laut dem am 18. Juli veröffentlichten offiziellen Endergebnis wurden für Uhuru Kenyatta 50,5 % aller gültigen Stimmen abgegeben. Raila Odinga erreichte 43,70 % der Stimmen.
Bei den Wahlen zur Nationalversammlung entfielen von 349 Sitzen 167 Sitze auf die Jubilee-Koalition, 141 auf die CORD-Koalition, 24 auf die Amani-Koalition sowie weitere 17 Sitze auf sonstige Kleinparteien.
Im August 2017 gewann Kenyatta erneut die Präsidentschaftswahl gegen Odinga, sie musste aber aufgrund von Unregelmäßigkeiten wiederholt werden. Der Oberste Gerichtshof erklärte die Präsidentschaftswahl vom 8. August 2017 wegen eines Hackerangriffs für ungültig. Odinga rief zum Boykott der Neuwahl auf. Kenyatta gewann mit rund 98 % der Stimmen, bei einer Wahlbeteiligung von rund 39 %.
Die jüngsten Präsidentschafts-, Parlaments- und Regionalwahlen fanden am 9. August 2022 statt. Der amtierende Präsident durfte nach zwei Amtszeiten nicht zur Wiederwahl antreten. Insgesamt wurden vier Kandidaten für die Wahl zur Nachfolge zugelassen, darunter auch Vize-Präsident William Ruto. Sein stärkster Konkurrent war Raila Odinga, der bereits bei den vergangenen Wahlen angetreten ist. Laut Medienberichterstattung wurden Menschen bezahlt, den Präsidentschaftskandidaten bei Wahlkampfauftritten zuzujubeln. Ruto entschied die Wahl mit 50,5 % knapp für sich, während Odinga auf 48,9 % der Stimmen kam. Die Auszählung der Stimmen dauerte mehrere Tage. Einige Mitglieder der Wahlkommission kritisierten die Undurchsichtigkeit der Auszählung. Wie bereits bei den vergangenen Wahlen kam es auch 2022 wieder zu gewaltsamen Ausschreitungen nach Verkündung des Ergebnisses.

### Politische Indizes
| Name des Index                     | Indexwert    | Weltweiter Rang | Interpretationshilfe | Jahr |
| ---------------------------------- | ------------ | --------------- | --- | ---- |
| Fragile States Index               | 86,5 von 120 | 36 von 179      | Stabilität des Landes: große Warnung 0 = sehr nachhaltig / 120 = sehr alarmierend Rang: 1 = fragilstes Land / 179 = stabilstes Land | 2024 |
| Demokratieindex                    | 5,05 von 10  | 89 von 167      | Hybridregime 0 = autoritäres Regime / 10 = vollständige Demokratie                                                                  | 2024 |
| Freedom in the World Index         | 52 von 100   | —               | Freiheitsstatus: teilweise frei 0 = unfrei / 100 = frei                                                                             | 2024 |
| Rangliste der Pressefreiheit       | 53,2 von 100 | 102 von 180     | Schwierige Lage für die Pressefreiheit 100 = gute Lage / 0 = sehr ernste Lage                                                       | 2024 |
| Korruptionswahrnehmungsindex (CPI) | 32 von 100   | 121 von 181     | 0 = sehr korrupt / 100 = sehr sauber                                                                                                | 2024 |

### Menschenrechte
Menschenrechtsverteidiger sahen sich Bedrohungen und großen persönlichen Risiken ausgesetzt. Bei pogromartigen Zusammenstößen zwischen einzelnen Ethnien kam es immer wieder zu Menschenrechtsverletzungen. Tausende von Menschen wurden gewaltsam aus ihren Häusern vertrieben. Sexualverbrechen wie Vergewaltigungen und Zwangsbeschneidungen von Frauen und Mädchen sind nach wie vor verbreitet. Im März 2010 erschien eine Studie der International Federation of Women Lawyers (FIDA), der zufolge in Kenia für Frauen und Mädchen mit Behinderungen das Risiko, Opfer geschlechtsspezifischer Gewalt zu werden, dreimal so hoch ist wie für nicht behinderte Frauen. Die Studie stellte außerdem fest, dass entsprechende Vorfälle praktisch nie zur Anzeige gelangen.
Die Kinderprostitution in dem ostafrikanischen Land hat gemäß einem UNICEF-Bericht dramatische Ausmaße angenommen. Fast ein Drittel aller Mädchen zwischen 12 und 18 Jahren hätten bereits Sex gegen Geld oder Geschenke gehabt. Bei rund 36 % aller Geschlechtsakte mit Kinderprostituierten seien keine Kondome verwendet worden. Laut dem Bericht bieten bis zu 15.000 Mädchen im Alter von 12 bis 18 Jahren an den kenianischen Küsten gelegentlich Sex gegen Geld oder Sachgüter an. Das seien bis zu 30 % dieser Altersgruppe in der Region. Regelmäßig prostituierten sich dort 2000 bis 3000 Jungen und Mädchen. Im Human Rights Report 2009 der Vereinigten Staaten von Amerika wird zur Situation der Menschenrechte in Kenia zusätzlich der Menschenhandel und die Rekrutierung von Kindersoldaten erwähnt.
In Kenia herrscht ein Klima der gesellschaftlichen Ablehnung, Diskriminierung und Gewalt gegen Menschen aufgrund ihrer sexuellen Orientierung oder Geschlechtsidentität. 2007 hat der Rat der Imame und Prediger von Kenia Homosexualität öffentlich verurteilt und sich gegen die Legalisierung von gleichgeschlechtlichen Ehen ausgesprochen.
Das Strafgesetzbuch kriminalisiert und verbietet homosexuelle Handlungen im Allgemeinen und sieht ein Höchststrafmaß von 14 Jahren vor. Eine spezielle Klausel nennt explizit homosexuelle Handlungen unter Männern und sieht hier eine Höchststrafe von 21 Jahren vor. Im Februar 2010 wurden drei homosexuelle Männer im Küstenort Mtwapa von einer durch einen Bischof aufgehetzten Menge gejagt, misshandelt und beinahe umgebracht.

#### Homosexualität
Homosexualität in Kenia ist in Teilen der Gesellschaft tabuisiert und homosexuelle Handlungen zwischen Männern sind strafbar. Allerdings gab es seit einigen Jahren keine strafrechtlichen Verurteilungen auf dieser Grundlage. Darüber hinaus gibt es in Kenia weder ein Antidiskriminierungsgesetz noch eine Anerkennung gleichgeschlechtlicher Paare.

#### Beschneidung
2002 trat in Kenia mit dem Childrens Act eine neue Kinderschutzgesetzgebung in Kraft. Hiernach ist die Genitalbeschneidung an Mädchen unter 17 Jahren gesetzlich verboten und wird in Artikel 14 unter Strafe gestellt. Es ist nicht bekannt, ob dieser Artikel vor Gericht schon einmal zur Anwendung kam.
Die kenianische Regierung hat einen „Nationalen Aktionsplan zur Abschaffung der Genitalbeschneidung von 1999 bis 2019“ (also ein Programm gegen die weibliche Genitalbeschneidung) aufgestellt. Dieser Plan deutet darauf hin, dass die Beschneidung von Frauen und Mädchen – wie sie z. B. wieder von Mungiki praktiziert wird – noch nicht überall erfolgreich verhindert werden kann.

### Innere Konflikte
Im Turbi-Massaker, bei dem es um Viehdiebstahl, Weideland und Wasserrechte ging, waren 2005 bei Kämpfen zwischen verfeindeten Ethnien 90 Menschen ums Leben gekommen.
Am 10. April 2006 ereignete sich in der Nähe von Marsabit ein Flugunfall, bei dem 14 Menschen ums Leben kamen. Drei Insassen überlebten den Absturz einer Harbin Yunshuji Y 12 II Turbo Panda (chinesische Weiterentwicklung der ukrainischen Antonow An-26), die bei stürmischem Wetter und Nebel in einen Hügel raste. Das Flugzeug brannte sofort völlig aus. Unter den 14 Personen befanden sich hochrangige Politiker. Es handelte sich hierbei um vier (Assistant) Minister, sechs Parlamentarier, einen anglikanischen Bischof und weitere Regierungsangestellte. Die Gruppe war auf dem Weg, um Friedensgespräche mit verfeindeten nomadischen Clans zu führen. Drei der verunglückten Politiker repräsentierten die dort angesiedelten und seit langem verfeindeten Clans. MP Bonaya Godana war ein Gabbra, MP Abdi Sasura ein Borana und Vize-Minister Titus Ngoyoni ein Rendille. Erst kurz zuvor waren sie übereingekommen, für den Frieden in der Region zusammenzuarbeiten. Da fast alle Toten im Flugzeug aus dieser Gegend stammten, verlor die Provinz mit einem Schlag einen Großteil ihrer politischen Elite.
Präsident Kibaki ordnete drei Tage Staatstrauer an; das Parlament unterbrach seine Arbeit für eine Woche. Die durch den Tod notwendigen fünf Nachwahlen brachten am 24. Juli 2006 in drei Fällen Verwandte der Getöteten ins Parlament. In Nakuru gewann William Kariuki Mirugi, der 28-jährige Sohn des verstorbenen Mirugi Kariuki. Er gehörte der damals neuen – vom ehemaligen Präsidenten Kibaki favorisierten – Partei NARC-K an.

### Korruption
Korruption kann in Kenia in allen Regierungsperioden der drei bisherigen Präsidenten Kenyatta, Moi und Kibaki beobachtet werden. Eine Schätzung besagt, dass der durchschnittliche kenianische Stadtbewohner 16 Mal pro Monat besticht, z. B. Polizisten an Straßensperren. Sicherlich sind die meisten dieser Bestechungsgelder klein und nicht immer im politischen Raum zu suchen. In die großen Korruptionsfälle, seien es Bestechungen, Verschwendungen oder das Abzweigen von Geldern bei völlig überteuerten Geschäften, waren nicht nur Geschäftsleute, sondern immer auch Regierungsstellen, teils in großem Ausmaß, verwickelt.
Zwei der bedeutendsten Korruptionsskandale waren der Goldenberg-Skandal, in dem Kenia Anfang der 1990er-Jahre 700 Millionen Euro durch gefälschte Gold- und Diamantenexporte verlor, sowie der Anglo-Leasing-Skandal.
Die aktuelle Politik ist stark mit der Auseinandersetzung um die Korruption beschäftigt. Zwei Körperschaften bekämpfen neben der Presse und den gesellschaftlichen Gruppierungen offiziell die Korruption:
- Das „Public Accounts Committee“ (PAC) – ein Komitee des Parlaments – steht unter der Leitung von Uhuru Kenyatta.
- Die Kenya Anti-Corruption Commission (KACC) wird von einem Direktor geleitet, seit 2005 von dem Richter Aaron Ringera. Diese Kommission ist Nachfolgerin der aufgelösten KACA. Kritisiert wird, dass sie nur Ermittlungs-, aber keine Strafverfolgungsbefugnisse hat. Parallel hierzu war als unabhängiger Antikorruptionsberater des Präsidenten seit 2003 der frühere Journalist John Githongo tätig, der aufgrund von Drohungen um sein Leben fürchtete und 2005 ins selbst gewählte Exil nach London ging. Nach vier Jahren im Exil kehrte Githongo 2009 nach Kenia zurück, um seinen Kampf gegen die Korruption fortzusetzen.[65]

### Außenpolitik
Die Bezugspunkte der kenianischen Außenpolitik liegen traditionell innerhalb Afrikas, zunehmend auch im Rahmen der Vereinten Nationen und von Regionalorganisationen. Die Republik Kenia ist seit der Unabhängigkeit im Jahr 1963 von politischer Stabilität geprägt und bemüht sich daher auch um regionale Stabilisierung im ostafrikanischen Raum.
In Ostafrika nimmt Kenia eine regionale Führungsrolle für sich in Anspruch. Das Land tritt als Vermittler in regionalen Konflikten auf. Beleg dafür sind kenianische Friedensbemühungen etwa in Burundi, in Südsudan und in Somalia sowie die Teilnahme an allen für die Region wichtigen Initiativen. So ist Kenia eine treibende Kraft in der East-African Community (EAC), der regionalen wirtschaftlichen Kooperationsgemeinschaft mit dem Fernziel, eine politische Union nach dem Vorbild der EU zu werden. Des Weiteren arbeitet Kenia in der Inter-Governmental Authority on Development (IGAD) mit.
Im IGAD-Rahmen hatte Kenia zu Fortschritten beim Friedensprozess für Sudan beigetragen und war wichtige Stütze der Unabhängigkeit Südsudans. Dies gilt auch für die Stabilisierung des fragilen Nachbarlands Somalia. Flüchtlingsbewegungen aus Somalia sowie die kritische Sicherheitslage vor allem an der kenianisch-somalischen Grenze bleiben Gründe für das aktive Engagement Kenias in diesem Bereich. Kenia bemüht sich darum, das weltgrößte Flüchtlingslager Dadaab in absehbarer Zeit zu schließen und ermutigt dessen Bewohner zur freiwilligen Rückkehr nach Somalia. Ein dreiseitiges Abkommen mit UNHCR und der somalischen Regierung bildet hierfür die Grundlage.
Kenia unterhält insbesondere im Sicherheitsbereich enge Beziehungen zu den USA und der ehemaligen Kolonialmacht Großbritannien und beteiligt sich an der Zusammenarbeit gegen den internationalen Terrorismus. Durch seinen militärischen Einsatz in Südsomalia im Rahmen von AMISOM (African Union Mission in Somalia) trägt Kenia zur Bekämpfung der dortigen islamistischen Al-Shabaab bei. Mit den Anschlägen gegen die US-Botschaft in Nairobi im Jahr 1998, gegen ein Ferienhotel in Mombasa 2002, im September 2013 mit dem Überfall von Al-Shabaab auf die Westgate-Mall, und dem Anschlag auf die Garissa University im April 2015 wurde Kenia selbst mehrfach Ziel von massiven Terrorakten.
Kenia ist außerdem ein wichtiger Partner bei den internationalen Bemühungen zur Bekämpfung der Piraterie im Indischen Ozean und kooperiert durch die Strafverfolgung mutmaßlicher Piraten vor kenianischen Gerichten mit der EU-Mission Atalanta zur Bekämpfung der Piraterie vor der somalischen Küste.

### Militär
Die Kenya Defence Forces (KDF) sind die Streitkräfte der Republik Kenia. Sie wurden im Jahre 1963, nach der Unabhängigkeit Kenias, aus den Teilen der King’s African Rifles gebildet. Gegenwärtig hat die KDF eine Personalstärke von 24.120 Mann, wobei mit 20.000 Soldaten der größte Anteil auf die Landstreitkräfte (Kenya Army) entfällt. Die Hauptaufgabe der KDF ist die Grenzsicherung zum Nachbarland Somalia, wo sie seit 2007 ein Kontingent für AMISOM stellt. Kenia gab 2017 knapp 1,2 Prozent seiner Wirtschaftsleistung oder 964 Millionen US-Dollar für seine Streitkräfte aus.

### Verwaltungsgliederung

Karte der Countys von Kenia in den Farben der früheren Provinzen

Der Staat Kenia gliedert sich seit der Verfassungsreform 2010 in 47 Countys:
| Code | County          | Hauptstadt | Einwohnerzahl 2009 | Einwohnerzahl 2019 |
| ---- | --------------- | ---------- | ------------------ | ------------------ |
| 1    | Mombasa         | Mombasa    | 939.370            | 1.208.333          |
| 2    | Kwale           | Kwale      | 649.931            | 866.820            |
| 3    | Kilifi          | Kilifi     | 1.109.735          | 1.453.787          |
| 4    | Tana River      | Hola       | 240.075            | 315.943            |
| 5    | Lamu            | Lamu       | 101.539            | 143.920            |
| 6    | Taita-Taveta    | Voi        | 284.657            | 340.671            |
| 7    | Garissa         | Garissa    | 623.060            | 841.353            |
| 8    | Wajir           | Wajir      | 661.941            | 781.263            |
| 9    | Mandera         | Mandera    | 1.025.756          | 867.457            |
| 10   | Marsabit        | Marsabit   | 291.166            | 459.785            |
| 11   | Isiolo          | Isiolo     | 143.294            | 268.002            |
| 12   | Meru            | Meru       | 1.356.301          | 1.545.714          |
| 13   | Tharaka-Nithi   | Chuka      | 365.330            | 393.177            |
| 14   | Embu            | Embu       | 516.212            | 608.599            |
| 15   | Kitui           | Kitui      | 1.012.709          | 1.136.187          |
| 16   | Machakos        | Machakos   | 1.098.584          | 1.421.932          |
| 17   | Makueni         | Wote       | 884.527            | 987.653            |
| 18   | Nyandarua       | Ol Kalou   | 596.268            | 638.289            |
| 19   | Nyeri           | Nyeri      | 693.558            | 759.164            |
| 20   | Kirinyaga       | Kutus      | 528.054            | 610.411            |
| 21   | Murang’a        | Murang’a   | 942.581            | 1.056.640          |
| 22   | Kiambu          | Thika      | 1.623.282          | 2.417.735          |
| 23   | Turkana         | Lodwar     | 855.399            | 926.976            |
| 24   | West Pokot      | Kapenguria | 512.690            | 621.241            |
| 25   | Samburu         | Maralal    | 223.947            | 310.327            |
| 26   | Trans Nzoia     | Kitale     | 818.757            | 990.341            |
| 27   | Uasin Gishu     | Eldoret    | 894.179            | 1.163.186          |
| 28   | Elgeyo-Marakwet | Iten       | 369.998            | 454.480            |
| 29   | Nandi           | Kapsabet   | 752.965            | 885.711            |
| 30   | Baringo         | Kabarnet   | 555.561            | 666.763            |
| 31   | Laikipia        | Rumuruti   | 399.227            | 518.560            |
| 32   | Nakuru          | Nakuru     | 1.603.325          | 2.162.202          |
| 33   | Narok           | Narok      | 850.920            | 1.157.873          |
| 34   | Kajiado         | Kajiado    | 687.312            | 1.117.840          |
| 35   | Kericho         | Kericho    | 752.396            | 901.777            |
| 36   | Bomet           | Bomet      | 730.129            | 875.689            |
| 37   | Kakamega        | Kakamega   | 1.660.651          | 1.867.579          |
| 38   | Vihiga          | Vihiga     | 554.622            | 590.013            |
| 39   | Bungoma         | Bungoma    | 1.375.063          | 1.670.570          |
| 40   | Busia           | Busia      | 743.946            | 893.681            |
| 41   | Siaya           | Siaya      | 842.304            | 993.183            |
| 42   | Kisumu          | Kisumu     | 968.909            | 1.155.574          |
| 43   | Homa Bay        | Homa Bay   | 963.794            | 1.131.950          |
| 44   | Migori          | Migori     | 917.170            | 1.116.436          |
| 45   | Kisii           | Kisii      | 1.152.282          | 1.266.860          |
| 46   | Nyamira         | Nyamira    | 598.252            | 605.576            |
| 47   | Nairobi         | Nairobi    | 3.138.369          | 4.397.073          |

Bis dahin war Kenia in sieben Provinzen und einen Hauptstadt-Distrikt aufgeteilt:
| Karte | Nr.           | Provinz | Fläche (km²) | Einwohnerzahl 2015 | Hauptstadt |
| ----- | ------------- | ------- | ------------ | ------------------ | ---------- |
|       | 1             | Central | 13.236       | 4.947.400          | Nyeri      |
| 2     | Coast         | 84.113  | 4.054.900    | Mombasa            |            |
| 3     | Eastern       | 154.354 | 6.083.700    | Embu               |            |
| 4     | Nairobi       | 693     | 4.232.100    | -                  |            |
| 5     | North-Eastern | 126.186 | 1.572.200    | Garissa            |            |
| 6     | Nyanza        | 12.507  | 6.222.700    | Kisumu             |            |
| 7     | Rift Valley   | 182.413 | 12.231.900   | Nakuru             |            |
| 8     | Western       | 8.285   | 4.811.600    | Kakamega           |            |
|       | gesamt        | 581.787 | 44.156.600   | Nairobi            |            |

## Wirtschaft
Kenias Bruttosozialprodukt ist in den letzten Jahrzehnten im Vergleich zu anderen afrikanischen Staaten überdurchschnittlich gewachsen. Da auch das Bevölkerungswachstum überdurchschnittlich war, hat sich dies nicht in einer wesentlichen Verbesserung der Lebensverhältnisse der meisten Kenianer niedergeschlagen. Die Arbeitslosenquote wurde 2008 mit etwa 40 % angegeben, die Inflationsrate lag bei etwa 26 %. 2019 lag die Arbeitslosenquote hingegen bei 9,3 %. Kenias BIP pro Kopf betrug 2016 1512 US-Dollar, womit es weltweit auf Rang 147 von 188 Ländern lag. Im Global Competitiveness Index, der die Wettbewerbsfähigkeit eines Landes misst, belegt Kenia Platz 95 von 141 Ländern (Stand 2019). Nach Nigeria und Südafrika besitzt Kenia 2020 die drittgrößte Wirtschaft in Subsahara-Afrika und die größte in Südost- und Zentralafrika. Der Index für wirtschaftliche Freiheit 2024 des Landes war der 121 höchste von 176 Ländern.
Das Land führt eine Wertpapierbörse – die Nairobi Securities Exchange – mit dem Leitindex, dem NSE 20 Share Index.
| Jahr                                    | 2010  | 2015  | 2016  | 2017  | 2018  | 2019  | 2020   | 2021  | 2022  | 2023  |
| --------------------------------------- | ----- | ----- | ----- | ----- | ----- | ----- | ------ | ----- | ----- | ----- |
| BIP in Mrd. USD (Kaufkraftparität)      | 135,4 | 184,9 | 194,5 | 205,5 | 221,5 | 240,0 | 250,2  | 284,1 | 319,2 | 349,0 |
| BIP pro Kopf in USD (Kaufkraftparität)  | 3.507 | 4.269 | 4.390 | 4.527 | 4.774 | 5.042 | 5.128  | 5.712 | 6.303 | 6.772 |
| BIP-Wachstum (real)                     | 8,1 % | 5,0 % | 4,2 % | 3,8 % | 5,7 % | 5,1 % | −0,3 % | 7,6 % | 4,9 % | 5,6 % |
| Inflation (in Prozent)                  | 4,1 % | 6,6 % | 6,3 % | 8,0 % | 4,7 % | 5,2 % | 5,3 %  | 6,1 % | 7,6 % | 7,7 % |
| Staatsverschuldung (in Prozent des BIP) | 37 %  | 46 %  | 50 %  | 54 %  | 56 %  | 59 %  | 68 %   | 68 %  | 68 %  | 73 %  |

### Hunger
Im Jahr 2000 waren rund 32 % der Bevölkerung unterernährt. Bis zum Jahr stieg der Wert auf 35 %. In den Jahren 2012 bis 2014 sank dieser Wert auf rund 19 %, bis zum Jahr 2022 stieg dieser Wert aber wieder auf 35 %, das sind rund 20 Millionen Menschen. 36,1 % lebten 2021 in absoluter Armut mit weniger als 2,15 USD pro Tag (kaufkraftbereinigt).

### Landwirtschaft

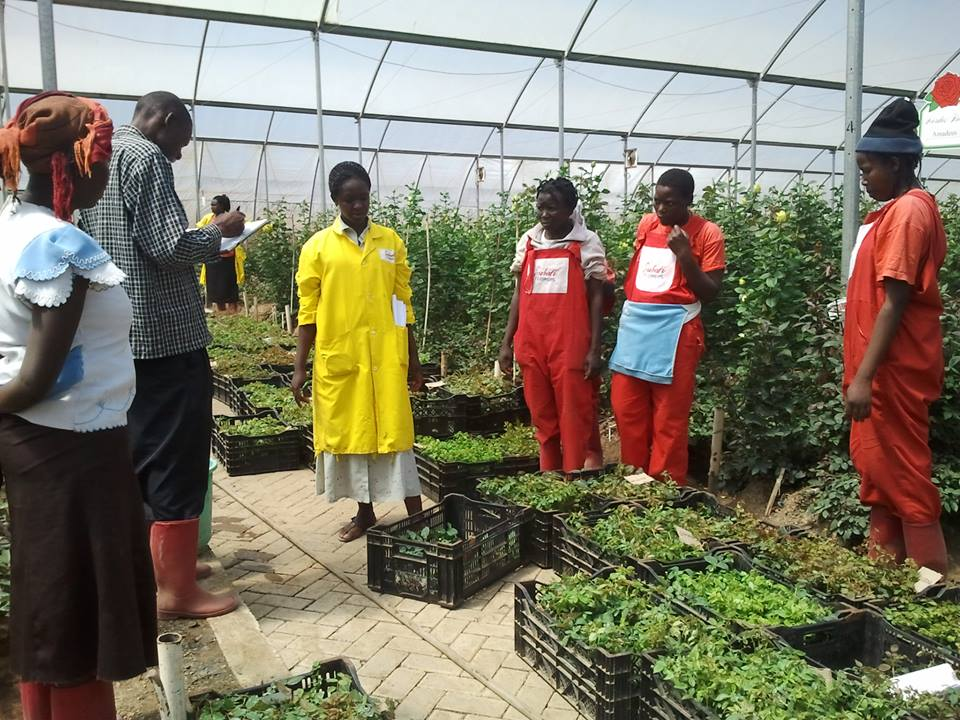
Rosenzucht in Kenia

Weit mehr als die Hälfte der Kenianer lebt von der Landwirtschaft, doch sind nur etwa 20 Prozent der Fläche des Landes nutzbar. Der Rest ist wegen karger Böden oder zu geringer Niederschläge meist Brach- oder Bergland. Angebaut werden neben Kaffee und Tee auch Sisal und Pyrethrum, das als Basis vieler Insektenbekämpfungsmittel dient. Daneben erzeugen die Menschen hauptsächlich für den Eigenbedarf Mais, Weizen, Gerste, Zuckerrohr, Bohnen, Bananen, Reis, Ananas und Baumwolle. Außerdem arbeiten rund 600.000 Menschen im Blumenanbau. Dies geschieht rund um den Naivashasee in großen Plantagen.
In der Viehwirtschaft sind die Mast- und Milchrinder vorherrschend. Die größeren Betriebe im Hochland Kenias haben einen guten Entwicklungsstand erreicht. Umfangreiche Rinder-, Schaf-, Ziegen- und sogar Kamel-Herden müssen mit den kargen Mitteln des Landes ernährt werden.
Viele Wälder stehen unter Naturschutz. Demgemäß sind die Bambuswälder für die Papierindustrie und die Rinde der Akazien (als Gerbstoff genutzt) im Freiland von eher untergeordneter Bedeutung. Der besonders artenreiche Dakatcha-Tropenwald im Südosten des Landes wurde 2011 durch den geplanten Bau einer Jatropha-Plantage durch die Firma Kenya Jatropha Energy zur Gewinnung von Agrarenergie bedroht. Die großflächige Plantage hätte auch Auswirkungen auf die traditionelle Landwirtschaft der mehr als 20.000 in dem Gebiet lebenden indigenen Kleinbauern gehabt, weshalb das Vorhaben allgemein umstritten war und schließlich gestoppt wurde.

### Bodenschätze
Kenia galt lange als ein Land mit nur wenigen wirtschaftlich bedeutsamen Vorkommen mineralischer Rohstoffe. Die Schwerpunkte liegen dabei auf der Gewinnung von Natriumcarbonat (Soda, z. B. im Magadisee) und Salz an diesem See. Kleinere Anlagen zur Meersalzgewinnung entstanden an der Küste den Indischen Ozeans. Ferner werden verschiedene Kalksteine zur Zementproduktion, Flussspat und seit 1972 zunehmend Quarzsand gewonnen. Am Elmenteitasee gibt es einen Abbau von Kieselgur. Die kenianischen Vorräte von Diatomeenerde sind wesentlich größer und ihre Lagerstätten finden sich als limnische Bildungen an verschiedenen Lokalitäten des Ostafrikanischen Grabens. Bei Gilgil haben sich umfängliche Abbauaktivitäten entwickelt, wo der Rohstoff im Kontakt mit vulkanischen Tuffen und Bimsstein vorkommt.
Weitere Erzlagerstätten ermöglichen die Gewinnung von Blei, Kupfer und Zink. Magnetit wird in Kenia seit 1971 abgebaut. Die Förderung von Edelmetallen und Schmucksteinen hat nur einen geringen Anteil am kenianischen Bergbausektor erlangt.
In küstennahen Dünenzonen des Kwale County erkundete man wirtschaftlich verwertbare Gehalte von Eisen-Titan-Mineralen (Rutil, Ilmenit) und Zirkon in deren Mineralsanden. Die vor Ort durch das australische Unternehmen Base Titanium Limited aufbereiteten Erzkonzentrate werden als Massenschüttgut per LKW-Transport zur Verladestation (Likoni Port Facility) im Hafen von Mombasa verbracht. Ursprünglich wurde dieses Bergbauprojekt durch die Kenya Limited & Kenya Titanium Limited vorangetrieben, eine 100-prozentige Tochter der kanadischen Firma Tiomin Resources Inc.
Im Land existieren mehrere Karbonatit-Vorkommen. Am bekanntesten ist das Vorkommen südlich von Mombasa im Umfeld des Mrima Hill, wo ein Kontakt mit hochgradig alkalischen Gesteinen wie Nephelinsyeniten, Foyaiten und Ijolith besteht. Hier sind signifikante Niob-Gehalte festgestellt worden.

### Außenhandel
Kenia lebt vom Tee- und Kaffee-Export, von der Industrie (Maschinen- und Fahrzeugbau, Textil und Bekleidung, Ernährung und Genussmittel) und vom Tourismus (Nationalparks und Wildreservate).
Im Jahr 2018 exportierte Kenia Tee im Wert von 1,2 Mrd. €, vor allem in die Arabische Welt, was 22 % der Exporte Kenias ausmachte. Kaffee wurde im Wert von 200 Mio. € exportiert, vor allem nach Europa und in die USA.
Gegen Ende der 1990er-Jahre konnte im gleichen Maße, wie der Kaffee an Bedeutung verlor, die Blumen-Industrie gewinnen. Im Jahr 2018 exportierte Kenia Schnittblumen im Wert von 520 Mio. €. Kenia ist der größte Blumenexporteur Afrikas, über die Hälfte der aus Afrika importierten Schnittblumen stammen aus Kenia.
Andere wichtige Exportprodukte sind Titanerz, Tropenfrüchte, Kleidung und tierische Erzeugnisse.
Kenia hat ein hohes Handelsbilanzdefizit. 2018 waren die Importe beinahe dreimal so hoch wie die Exporte. Wichtigste Handelspartner sind inzwischen Indien und China (auf der Exportseite machen sie jedoch nur etwa 3 % aus).
Am 1. Januar 2021 startete die innerafrikanische Freihandelszone – mit 54 Ländern die größte der Welt.
| Entwicklung des Außenhandels (Außenhandel in Mrd. US-$ und seine Veränderung gegenüber dem Vorjahr in %) | Entwicklung des Außenhandels (Außenhandel in Mrd. US-$ und seine Veränderung gegenüber dem Vorjahr in %) | Entwicklung des Außenhandels (Außenhandel in Mrd. US-$ und seine Veränderung gegenüber dem Vorjahr in %) | Entwicklung des Außenhandels (Außenhandel in Mrd. US-$ und seine Veränderung gegenüber dem Vorjahr in %) | Entwicklung des Außenhandels (Außenhandel in Mrd. US-$ und seine Veränderung gegenüber dem Vorjahr in %) | Entwicklung des Außenhandels (Außenhandel in Mrd. US-$ und seine Veränderung gegenüber dem Vorjahr in %) | Entwicklung des Außenhandels (Außenhandel in Mrd. US-$ und seine Veränderung gegenüber dem Vorjahr in %) | Entwicklung des Außenhandels (Außenhandel in Mrd. US-$ und seine Veränderung gegenüber dem Vorjahr in %) | Entwicklung des Außenhandels (Außenhandel in Mrd. US-$ und seine Veränderung gegenüber dem Vorjahr in %) |
| --- | --- | --- | --- | --- | --- | --- | --- | --- |
| | 2019 | 2019 | 2020 | 2020 | 2021 | 2021 | | |
| | Mrd. US-$                                                                                                | % gg. Vj.                                                                                                | Mrd. US-$                                                                                                | % gg. Vj.                                                                                                | Mrd. US-$                                                                                                | % gg. Vj.                                                                                                | | |
| Einfuhr                                                                                                  | 17,2 | −1,0 | 15,4 | −10,5 | 19,6 | 27,2 | | |
| Ausfuhr                                                                                                  | 5,8 | −3,5 | 6,0 | 3,2 | 6,8 | 12,1 | | |
| Saldo | −11,4 | | −9,4 | | −12,8 | | | |
| Quelle: GTAI                                                                                             | | | | | | | | |

| Export (in Prozent) nach     | Export (in Prozent) nach | Import (in Prozent) von      | Import (in Prozent) von |
| ---------------------------- | ------------------------ | ---------------------------- | ----------------------- |
| Uganda                       | 12,3                     | Volksrepublik China          | 20,5                    |
| Niederlande                  | 8,3                      | Indien                       | 10,8                    |
| Vereinigte Staaten           | 8,0                      | Vereinigte Arabische Emirate | 8,3                     |
| Pakistan                     | 7,2                      | Saudi-Arabien                | 5,3                     |
| Vereinigtes Königreich       | 6,7                      | Japan                        | 4,5                     |
| Tansania                     | 6,3                      | Malaysia                     | 4,4                     |
| Vereinigte Arabische Emirate | 4,7                      | Vereinigte Staaten           | 4,1                     |
| sonstige Staaten             | 46,7                     | sonstige Staaten             | 42,0                    |

### Staatshaushalt
Der Staatshaushalt umfasste 2016 Ausgaben von umgerechnet 17,85 Mrd. US-Dollar, dem standen Einnahmen von umgerechnet 12,89 Mrd. US-Dollar gegenüber. Daraus ergibt sich ein Haushaltsdefizit in Höhe von 7,2 % des BIP.
Die Staatsverschuldung betrug 2016 37,4 Mrd. US-Dollar oder 54,4 % des BIP.
2006 betrug der Anteil der Staatsausgaben (in % des BIP) folgender Bereiche:
- Gesundheit:[91] 4,6 %
- Bildung:[1] 6,9 %
- Militär:[1] 2,8 %

### Mikrofinanzen
Der Sektor der Mikrofinanz und Genossenschaftsbanken ist in Kenia stark segmentiert und unzusammenhängend. Laut einem Bericht der Weltbank von 2007 besteht er aus mehr als 5000 Institutionen. Viele davon, wie zum Beispiel der Kenya Women Finance Trust (KWFT) und die National Association of Self-Employed Women of Kenya, sind speziell auf Frauen fokussiert. Den meisten dieser Institute fehlt das Kapital, um ihr Angebot zu diversifizieren, so dass sie sich auf einzelne Marktnischen beschränken.

### Tourismus
In Kenia findet sich eine Vielzahl an unterschiedlichen Landschaften, die alle charakteristisch für den afrikanischen Kontinent sind. Schöne Küstengebiete und ein langes Korallenriff, weite Savannen mit Großwildtieren, schneebedeckte Gipfel, Wüste und im äußersten Westen im Kakamega Forest National Reserve ein kleiner Ausläufer des zentralafrikanischen Tieflandregenwaldes. Dies alles ist im Wesentlichen für den Tourismus erschlossen, sowohl was den Massentourismus – meist an der Küste – aber auch den Individualtourismus – eher im Landesinneren, z. B. bei der Besteigung des Mount Kenya – angeht. Tragendes Element des Tourismus sind neben den weißen Stränden an der Küste die großen Nationalparks (siehe oben).
2015 besuchten knapp 1.114.000 Touristen das Land. Die Tourismuseinnahmen beliefen sich 2016 auf 824 Mio. US-Dollar und sind ein wichtiger Devisenbringer.

### Raketenstarts

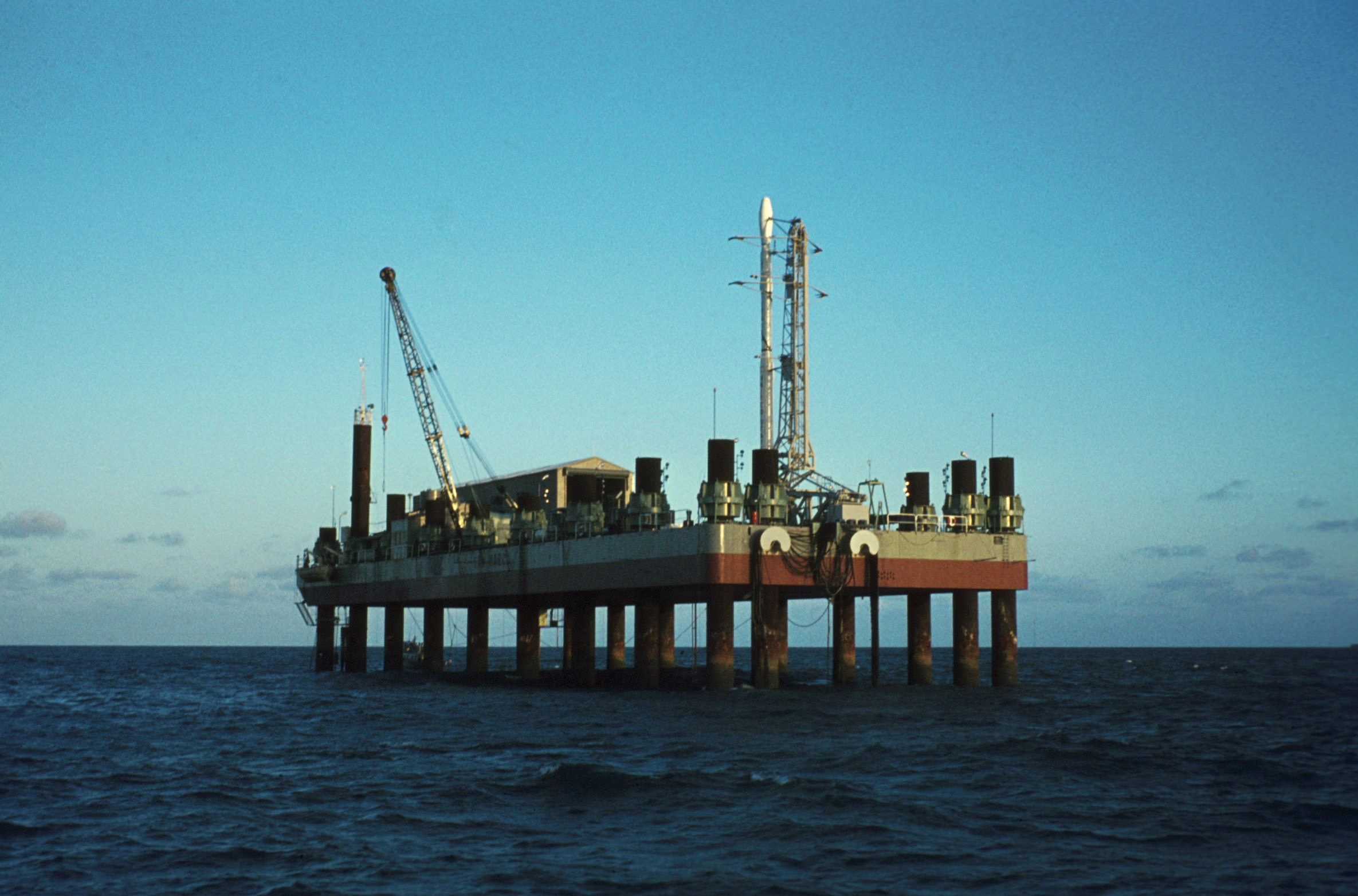
Scout-Rakete auf der San-Marco-Plattform

Durch seine Äquatornähe liegt Kenia günstig für Orbit-Raketenstarts. Mit der San-Marco-Plattform (San Marco Equatorial Range – SMER, Centro Spaziale Luigi Broglio) wurde ein Raketenstartplatz vor der Küste Kenias zum Start von Feststoffraketen aus zwei ehemaligen Bohrplattformen und zwei Versorgungsschiffen vor der Küste Malindis errichtet. Von 1964 bis 1988 wurden insgesamt 18 Höhenforschungsraketen und neun Scout-Trägerraketen gestartet. Z. B. wurde von der San-Marco-Plattform 1972 der Röntgensatellit Uhuru („Freiheit“ auf Swahili) mit einer Scout-Rakete in den Orbit gebracht. Am 16. Februar 1980 wurden von dieser Plattform zur Beobachtung einer totalen Sonnenfinsternis einige Höhenforschungsraketen gestartet. Die Zulassung der Plattformen lief 2014 aus.

## Infrastruktur

### Verkehrsnetz
In Kenia kreuzen sich zwei transafrikanische Straßenrouten:
- Trans-African Highway  (TAH 4), Kairo-Gaborone-Kapstadt-Highway
- Trans-African Highway  (TAH 8), Lagos-Mombasa-Highway

Im Logistics Performance Index, der von der Weltbank erstellt wird und die Qualität der Infrastruktur misst, belegte Kenia 2018 den 68. Platz unter 160 Ländern. Von allen Ländern in Afrika belegt Kenia damit den drittbesten Platz hinter Südafrika und Ruanda.
Zu den in Kenia verbreiteten Verkehrsmitteln zählen Matatus (Sammeltaxis) und Busse (z. B. Akamba, Easy Coach).

#### Eisenbahnverkehr

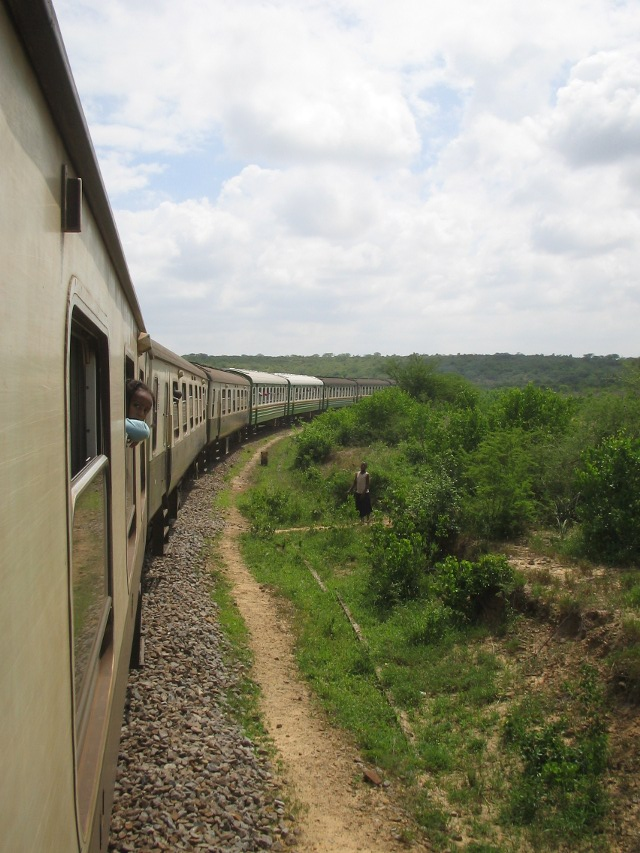
Zug auf der Uganda-Bahn zwischen Nairobi und Mombasa

Es gibt im Land insgesamt 3000 Kilometer Eisenbahnstrecken, der größte Teil davon ist in Meterspur.
Seit Mai 2017 verkehren Züge auf der normalspurigen Neubaustrecke Mombasa–Nairobi, sie verkürzen die Fahrzeit von der Hafenstadt in die Hauptstadt von einst zwölf auf nurmehr vier Stunden. Diese Strecke wurde fast komplett von China finanziert.

#### Fernbusverkehr

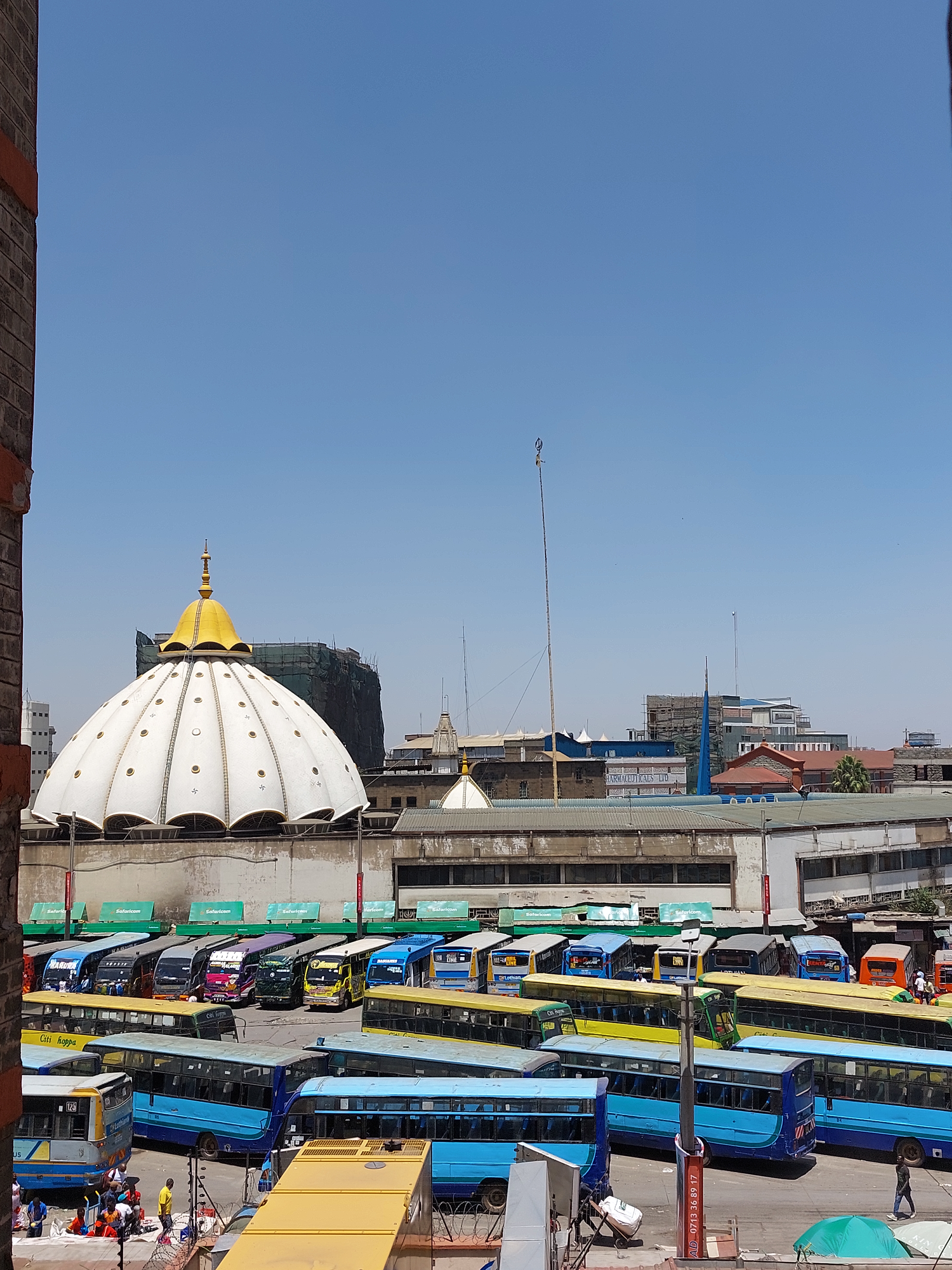
Fernbusse an der Nairobi Central Bus Station

Die Großstädte sind durch Fernbuslinien verbunden, welche in dichten Intervallen verkehren und westliche Standards aufweisen, große Terminals sind unter anderem in Mombasa und Nairobi.

#### Flugverkehr
Die Fluggesellschaft Kenya Airways beschäftigt fast 3000 Angestellte und unterhält ein internationales Liniennetz. In Kenia gibt es die zwei internationalen Flughäfen Nairobi und Mombasa neben vielen kleinen Flugplätzen. Über 30 Fluglinien fliegen Nairobi an.

#### Straßenverkehr
Das Straßennetz Kenias umfasst etwa 65.000 Kilometer klassifizierte Straßen; dort herrscht Linksverkehr. Der Straßenverkehr gilt als sehr unsicher: 2019 kamen im Land insgesamt 28,3 Straßenverkehrstote auf 100.000 Einwohner, in Deutschland waren es im selben Jahr 3,8 Tote. Insgesamt kamen ca. 13.500 Personen im Straßenverkehr ums Leben. Die Rate an Verkehrstoten ist noch weitaus höher, wenn sie der niedrigen Motorisierungsrate des Landes gegenübergestellt wird. 2019 kamen in Kenia lediglich 69 Kraftfahrzeuge auf 1000 Einwohner, während es in Deutschland 628 Motorfahrzeuge waren.

### Kommunikation
Mit Beginn des 21. Jahrhunderts hat die Zahl der Mobilfunkanschlüsse stark zugenommen. Es gibt etwa 19,4 Millionen Mobilfunkanschlüsse sowie etwa 664.000 Festnetzanschlüsse (Stand 2009). Durch die zunehmende Verbreitung von Internetcafés und der Nutzung des Mobilfunknetzes steht vielerorts Internet zur Verfügung. Im Jahr 2022 nutzten 40,8 Prozent der Einwohner Kenias das Internet. Kenia verfügt über eine der am weitesten entwickelten digitalen Infrastrukturen des afrikanischen Kontinents. Zahlungen werden in Kenia seit 2007 häufig über das Bezahlsystem M-Pesa von Safaricom abgewickelt. Daraufhin wurden wichtige Organisationen und Unternehmen gegründet, das gemeinnützige Ushahidi, das Innovationszentrum iHub, die Bildungssoftware-Plattform eLimu, das IT-Unternehmen BRCK, das Akirachix, eine Organisation zur Förderung von Frauen im IT-Bereich und mehr als 500 weitere Startups im IT-Bereich. Zudem ist mit Konza Technopolis eine smarte Megacity geplant. Sowohl für die Tech-Szene in Nairobi, als auch für Konza Technopolis wurde der Begriff Silicon Savannah geprägt.

### Energieversorgung

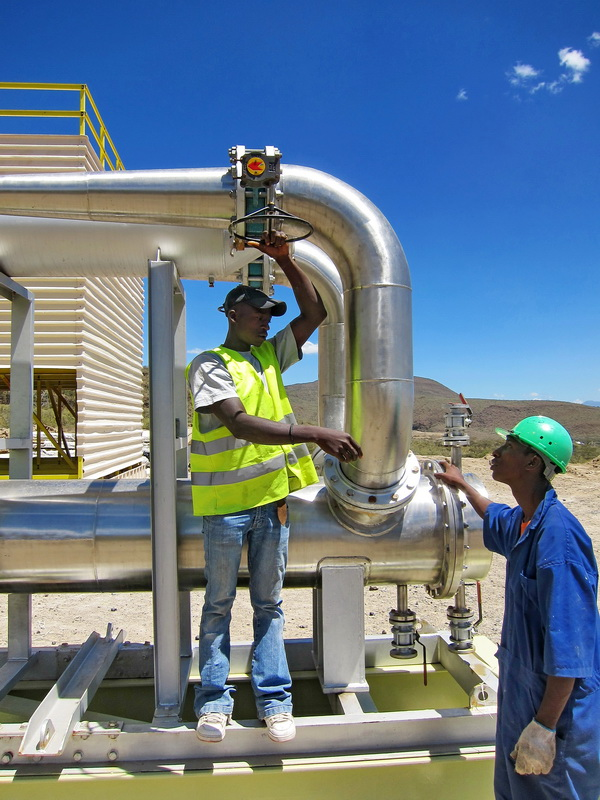
Arbeiter am Geothermiekraftwerk Olkaria

Im Jahr 2019 hatten 84,5 % der Menschen Zugang zu elektrischem Strom. Im Jahr 2013 waren es erst 20 %, und durch dieses Wachstum liegt Kenia inzwischen auch weit vor seinen Nachbarländern. Dennoch blieben 8,1 Mio. Menschen ohne Strom, vor allem in ländlichen Gebieten.
2018 wurden in Kenia 11.800 GWh Elektrizität erzeugt. Davon stammen 18 % aus Wasserkraft, 44 % aus Geothermie und 34 % aus Erdöl.
Kenia ist zu etwa 65 % auf Wasserkraft angewiesen. Lang anhaltende Trockenperioden seit 2009 und großflächige Abholzung der Wälder reduzierten jedoch die Verfügbarkeit der Wasserkraftwerke auf etwa 30 %, was den vermehrten Einsatz von Ölkraftwerken erforderlich macht und damit zu einer verstärkten Abhängigkeit von Importen führt.
| Energieträger        | 2011  | Anteil 2011 | Geplant 2030 | Anteil 2030 geplant |
| -------------------- | ----- | ----------- | ------------ | ------------------- |
| Wasserkraft          | 0743  | 052,1 %     | 01039        | 005,4 %             |
| Fossil               | 0456  | 032,5 %     | 06035        | 031,4 %             |
| Geothermie           | 0198  | 013,2 %     | 05110        | 026,6 %             |
| Biomasse             | 0026  | 001,8 %     | 0?           | 0?                  |
| Windkraft            | 0006  | 000,4 %     | 02036        | 010,6 %             |
| Sonstige             | 000–  | 000–        | 03000        | 015,6 %             |
| Import               | 000–  | 000–        | 02000        | 010,4 %             |
| Summe                | 1.429 | 100,0 %     | 19.220       | 100,0 %             |
| regenerativer Anteil | 0973  | 067,5 %     | ca. 11.000   | ca. 60 %            |

Wegen der geringen Versorgungssicherheit der Wasserkraftwerke setzt Kenia verstärkt auf andere erneuerbare Energieträger.
Geothermie
Kenia errichtete 1981 als erstes afrikanisches Land ein Geothermiekraftwerk. Die im Besitz des staatlichen Energieerzeugers KenGen befindlichen Kraftwerke Olkaria I–III sowie das in Privatbesitz befindliche Kraftwerk Olkaria IV in der Rift-Valley-Provinz deckten im September 2011 mit einer Gesamtleistung von 198 MW rund 14 % des kenianischen Strombedarfs – damit liegt Kenia im internationalen Spitzenfeld. Geologische Untersuchungen ergaben ein Potential für Geothermie zwischen 7000 und 10.000 MW verteilt auf 14 Lagerstätten, vor allem im Großen Afrikanischen Grabenbruch, wo die Ausbeutung geothermaler Quellen besonders effizient ist.
Kenia plant die Ausweitung seiner Erdwärmekraftwerkskapazitäten auf 750 Megawatt.
Windenergie
In der Lake-Turkana-Region entstand mit dem Windpark Lake Turkana der größte Windpark im subsaharischen Afrika mit einer Gesamtleistung von 310 MW. Die Bauarbeiten an dem 617 Millionen Euro teuren Projekt, in dem insgesamt 365 Windkraftanlagen zum Einsatz kommen, begannen 2015 und liefen bis 2017. Mit dem Betrieb sollen durch den Wegfall von Ölkraftwerken jährlich bis zu 700.000 Tonnen CO2-Emissionen vermieden werden.
Kernenergie
Im September 2010 kündigte Energieminister Patrick Nyoike an, dass bis 2017 ein Atomkraftwerk mit einer Leistung von 1000 MW errichtet werde. Das Kraftwerk sollte mit südkoreanischer Technologie errichtet werden und etwa 2,6 Milliarden Euro (3,5 Mrd. US-Dollar) kosten. Nach der Nuklearkatastrophe von Fukushima im Jahre 2011 kam es immer wieder zum Verschieben des Baubeginns, an der generellen Entscheidung für den Atomstrom änderte sich aber nichts.
Solarenergie
Im Januar 2014 berichtete die britische Tageszeitung The Guardian, dass Kenia bis zum Jahr 2016 mehr als die Hälfte seiner Energieproduktion aus Solarenergie beziehen wolle. Das Investitionsvolumen bemisst sich auf knapp 885 Millionen Euro (1,2 Milliarden Dollar). Bis Ende des Jahres 2013 wurden in Kenia etwa 370 Millionen Euro (500 Millionen US-Dollar) in Solarprojekte investiert. Vom Ausbau der Solarenergie verspricht sich das Land um bis zu 80 % niedrigere Strompreise.
Netz
Es ist geplant, die Netze von Kenia und Äthiopien durch eine 1.070 km lange Stromtrasse, die Kenya-Ethiopia Electricity Highway, zu verbinden. Es handelt sich um eine Hochspannungs-Gleichstrom-Leitung. 2019 befand sich die Leitung bereits in der Testphase.

### Wasserversorgung
In Kenia sind lediglich etwa 70 % der städtischen und nur 48 % der ländlichen Bevölkerung mit sauberem Trinkwasser versorgt. Die kenianischen Städte Mombasa und Nairobi werden mit Wasser aus den Mzima Springs versorgt. Aus der Quelle von Mzima Springs im größten Nationalpark Kenias sprudeln täglich 200 Millionen Liter Trinkwasser. Das Quellwasser stammt aus unterirdischen Gängen und wird durch das Lavagestein der Umgebung gefiltert.

## Kultur

### Medien
Die Nichtregierungsorganisation Reporter ohne Grenzen sieht in Kenia eine schwierige Lage für die Pressefreiheit. Immer wieder gebe es Drohungen und Angriffe von Lokalpolitikern und Polizei auf investigativ arbeitende Journalisten. Somalische Exiljournalisten würden von kenianischen Islamisten wie auch von offiziellen Sicherheitsbehörden drangsaliert. Ein weiteres Problem ist eine umstrittene Gesetzesreform aus dem Jahr 2013. Bei Verstößen gegen den Medienkodex drohen Journalisten seither ruinöse Geldstrafen und andere drastische Sanktionen, was zu Selbstzensur führen kann.
Das Media Council of Kenya (MCK) gründete daraufhin am 2. Juni 2006 unter der Leitung des altgedienten Journalisten Mitch Odero einen Presserat (Ethics Team), um alle Vorwürfe gegen die Presse selbst regeln zu können.

### Museen und Archive
Die meisten der kenianischen Museen, die über das ganze Land verteilt liegen, werden von den National Museums of Kenya (NMK) verwaltet.
- Nairobi National Museum; dort werden spartenübergreifend naturgeschichtliche, zoologische, anthropologische, kulturelle und historische Aspekte behandelt.
- Fort Jesus in Mombasa
- Gedi Ruinen, in Gedi bei Malindi
- Hyrax Hill bei Nakuru
- Jumba la Mtwana, in Mtwapa bei Mombasa
- Kabarnet Museum in Kabarnet
- Karen Blixen Museum in Nairobi
- Kapenguria Museum in Kapenguria
- Kariandusi Museum bei Gilgil
- Kisumu Museum in Kisumu
- Kitale Museum in Kitale
- Koobi Fora im Sibiloi National Park
- Lamu Museum in Lamu
- Meru Museum in Meru
- Mnarani Ruinen in Kilifi
- Narok Museum in Narok
- Olorgesailie in der Nähe des Magadisees
- Siyu Fort auf Pate Island
- Takwa auf Manda Island
- Thimlich Ohinga 45 km westlich von Migori

Weitere Museen werden von anderen Organisationen unterhalten, so das Railway Museum oder die National Archives.

### Musik und Tanz

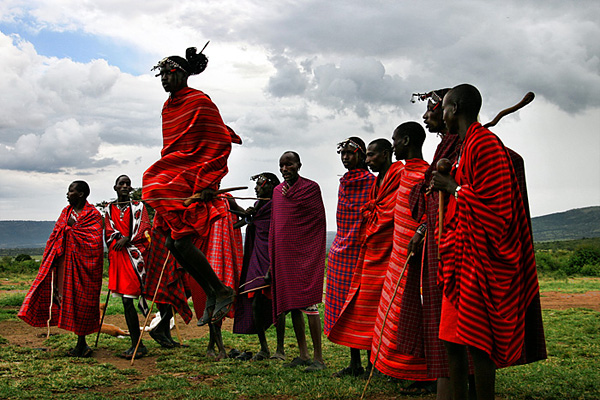
Tanz der Massai

Besonders Nairobi bietet häufig nationale oder internationale Musik-, Tanz- und Akrobatik-Shows, sei es in großen Hotels, Theaterspielstätten, Schulen oder Kulturzentren. Dort treten unter anderem die Gonda Traditional Entertainers und die Original Zengala Band auf. Die bekanntesten Bands aus Kenia sind die Safari Sound Band und Them Mushrooms, die beide traditionelle Lieder auf Swahili in modernen Fassungen aufgenommen haben. Sie gehören zu den Vertretern des „Hotelpops“, Bands, die in Hotels für ausländische Touristen musizieren.
Kenia hat eine reiche Chormusikszene mit einer starken Betonung auf religiösen Gesang. Einer der bekanntesten Chöre ist der Muungano National Choir unter der Leitung von Boniface Mganga, der unter anderem auch die bekannte kongolesische Missa Luba singt.
Bekannte kenianische Sänger sind: Susan Awiyo, Merry Johnson, Alex und Merry Ominde, Kim4Love, Necessary Noize (Sängerin: Nazizi), Longombaz und Redsan, Juacali.
Ein landestypisches Musikgenre ist Gengetone, das sich aus dem Hip Hop entwickelt hat.

### Theater
Das Theaterleben wird stark vom Schultheater geprägt. Jedes Jahr finden in den Distrikten, Provinzen und auf nationaler Ebene Wettbewerbe und Festivals statt. Die Stücke, die sich um das Genre des Volkstheaters bewegen – und thematisch z. B. häufig AIDS oder frühe Schwangerschaft aufgreifen – werden häufig im Fernsehen gezeigt.
Klassische Theaterspielstätten gibt es wenige, so das Kenya National Theater, welches jedoch kein festes Ensemble hat, sondern nationalen und internationalen Truppen und Show-Events Raum bietet.
Bekanntere Theatergruppen sind Heartstrings Ensemble, Mbalamwezi Players, Tufani, Hearts Ablaze und Winds of Change. Bekannte Schauspieler sind Winnifred Gitao, Angel Waruinge, Antony Kinuthia und Benta Stephanie Ochieng. Mumbi Kaugwa ist zudem Stückeschreiber und Regisseurin.
Die einzige feste Truppe mit eigener Spielstätte, meist Laien mit guter schauspielerischer Qualität, haben die Phoenix Players Theatre Company. Der Theaterraum befindet sich im Professional Centre in der Innenstadt Nairobis. Die Truppe ist unter seinem Gründer James Falkland 1984 aus dem kolonialen und von der Familie Maule betriebenen Donovan Maule Theater hervorgegangen, das im modernen Kenia nicht mehr lebensfähig war. Die Phoenix Players haben sich mit einem speziellen Programm dem Thema Anti-HIV gewidmet. Sie leben von ihren Mitgliedern und Spendern, kämpfen aber trotzdem ständig um ihre Existenz.
Ansonsten bieten die Kulturzentren großer Nationen in Nairobi Theatergruppen und Säle, in denen periodisch Theater gespielt wird, so im French Cultural Centre, dem Alliance française oder im Goethe-Institut.
Aufgrund dieser Bedingungen hat sich eine kleine, aber lebhafte Theaterszene entwickelt. Autoren wie Cajetan Boy oder Jimmy Makotsi schreiben moderne authentische Stücke in Englisch oder Swahili.

### Film
Das Filmleben wird in den großen Städten vom US-amerikanischen Mainstream und von Bollywood (aufgrund der starken indischen Minderheit im Land) beherrscht. Gemeinsam organisieren das Alliance Française und das Goethe-Institut in Nairobi z. B. Kinderfilm-Festivals.
In Kenia wurden viele international ausgezeichnete Filme gedreht, z. B. Jenseits von Afrika (1986), Nirgendwo in Afrika (2001), Die weiße Massai (2004), Der ewige Gärtner (2005) oder Afrika, mon amour (2007).
Für das Fernsehen, die Kenya Broadcasting Corporation (KBC), werden auch Filme im Land produziert, so z. B. Reflections oder Naliaka von Brutus Serucho.

### Feiertage
Die öffentlichen Feiertage wurden in der Verfassung von 2010 neu festgelegt. Darin wurden Feiertage wie der 10. Oktober (Moi Day, zu Ehren des früheren Präsidenten Daniel arap Moi) gestrichen. Der 20. Oktober (Kenyatta Day, zu Ehren des ersten Präsidenten Jomo Kenyatta) wurde umbenannt in Mashujaa Day – ein Gedenktag für alle Helden in der kenianischen Geschichte. Idd ul-Azha und Diwali gelten nur für Angehörige der jeweiligen Glaubensrichtung als öffentliche Feiertage. Sollte ein öffentlicher Feiertag auf einen Sonntag fallen, wird der nächste darauf folgende Werktag zum Feiertag.
Zu bestimmten Anlässen werden immer wieder einzelne Tage zu Feiertagen erklärt; diese gelten jedoch nur in dem entsprechenden Jahr. Zum Beispiel wurde anlässlich des Wahlsieges von US-Präsident Barack Obama der 6. November 2008 als Obama Day zum Feiertag erklärt.
| Feiertage         | Feiertage     | Feiertage                  | Feiertage                                                  |
| Datum             | Name          | Deutscher Name             | Anmerkungen                                                |
| ----------------- | ------------- | -------------------------- | ---------------------------------------------------------- |
| 1. Januar         | New Years Day | Neujahr                    |                                                            |
| März/April        | Good Friday   | Karfreitag                 | Termin variabel, abhängig vom Erscheinen des Mondes        |
| März/April        | Easter Monday | Ostermontag                | Termin variabel, abhängig vom Erscheinen des Mondes        |
| 1. Mai            | Labour Day    | Erster Mai                 |                                                            |
| 1. Juni           | Madaraka Day  | −                          | siehe Jomo Kenyatta                                        |
| September/Oktober | Idd ul-Fitr   | Fest des Fastenbrechens    | Termin variabel, abhängig vom Erscheinen des Mondes        |
| 20. Oktober       | Mashujaa Day  | Tag der Helden             | vor der Verfassung von 2010 als Kenyatta Day gefeiert      |
| Oktober/November  | Diwali        | Hinduistisches Lichterfest | Termin variabel, abhängig vom Erscheinen des Mondes        |
| 12. Dezember      | Jamhuri Day   | Tag der Republik           | Nationalfeiertag, Unabhängigkeit von Großbritannien (1963) |
| 25. Dezember      | Christmas Day | Weihnachten                |                                                            |
| 26. Dezember      | Boxing Day    | Zweiter Weihnachtsfeiertag |                                                            |
|                   | Idd ul-Azha   | Islamisches Opferfest      | Termin variabel, abhängig vom Erscheinen des Mondes        |

### Sport

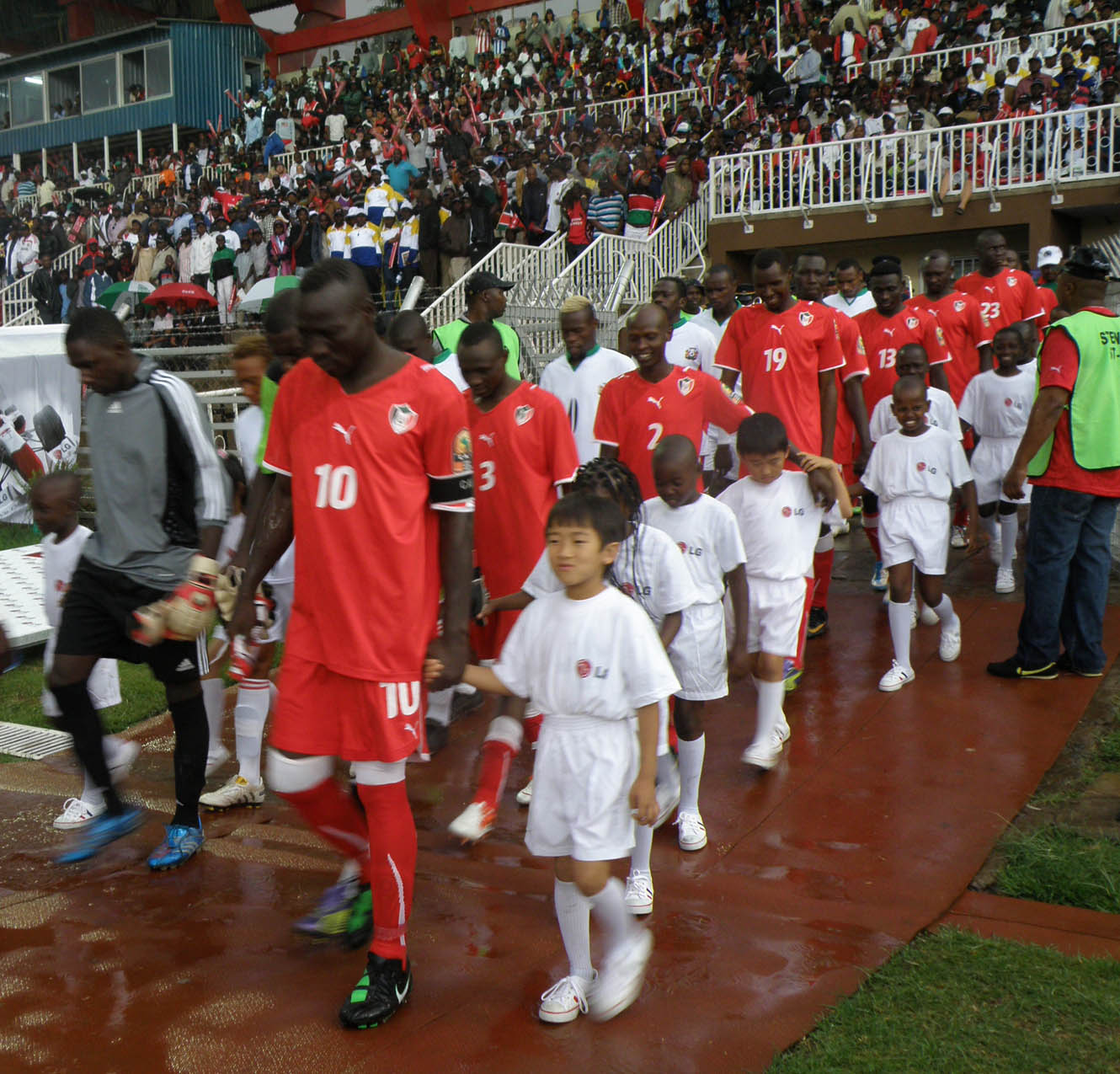
Die Fußballnationalmannschaften Kenias und Sudans während des LG Africa Cups 2011

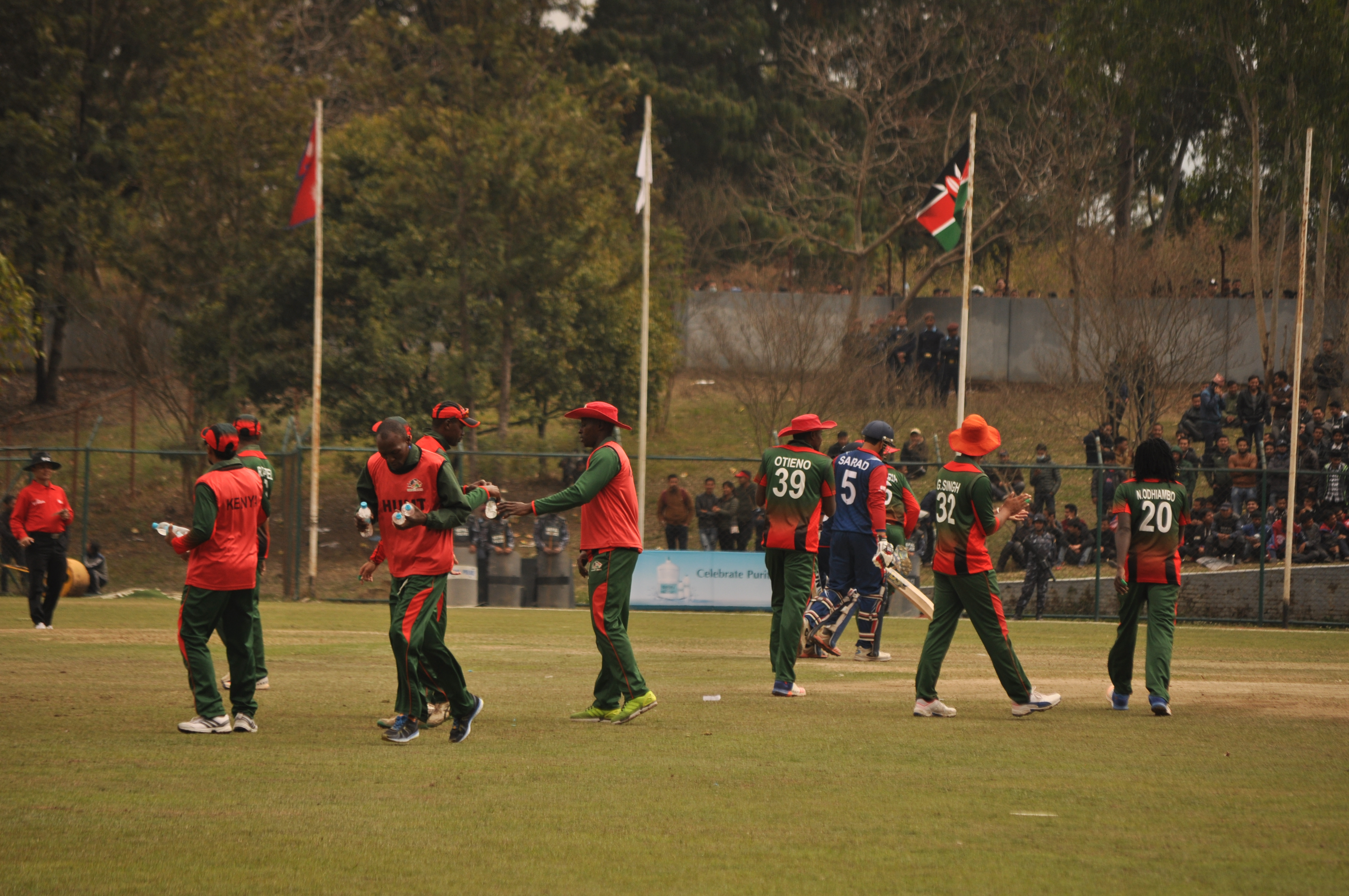
Cricketspiel zwischen Kenia und Nepal in Kathmandu, 13. März 2017

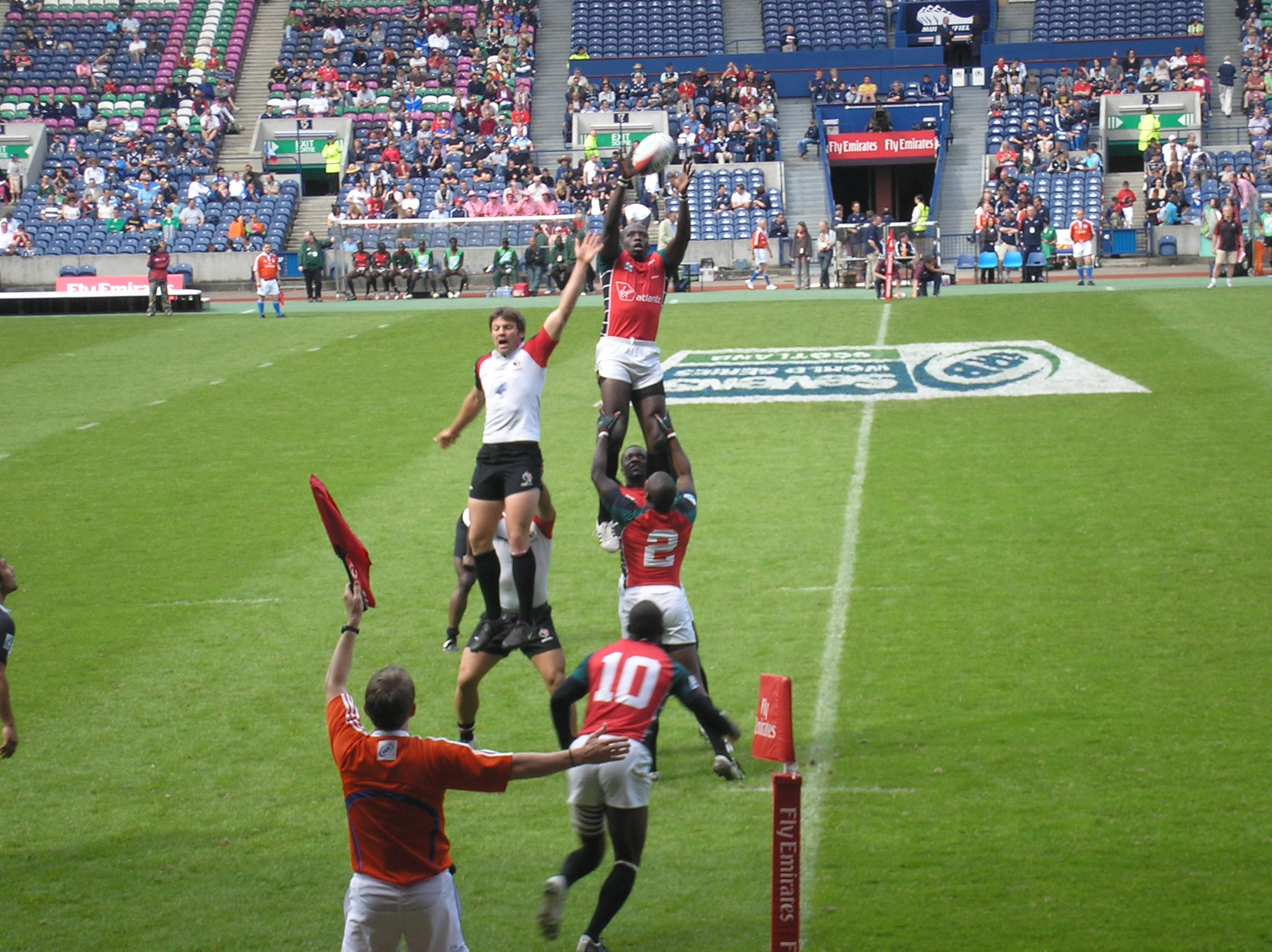
Siebener-Rugby-Spiel zwischen Kanada und Kenia, 2008

In Kenia werden mehrere Sportarten wie Cricket, Rallye, Fußball, Rugby Union und Boxen ausgeübt, von denen einige ihren Ursprung im Vereinigten Königreich haben. Gemeinsam mit den afrikanischen Staaten Äthiopien und Marokko stellt Kenia regelmäßig die besten Langstreckenläufer der Welt, insbesondere in den olympischen Disziplinen 5000-Meter-Lauf, 10.000-Meter-Lauf, dem Hindernislauf und dem Marathonlauf. Bei den olympischen Spielen 2016 in Rio de Janeiro konnten kenianische Sportler zudem auch bei kürzeren Laufdistanzen (1500 m, 800 m und 400 m Hürden) sowie im Speerwurf der Männer Medaillen gewinnen. Während die Grundlage für den Langstreckenlauf meist schon in der Grundschule gelegt werden, weil die weiten Wege zur Schule gehend/laufend zurückgelegt werden, werden die besten Talente in gemeinsamen Trainingslagern entdeckt. Da die Einkommensverhältnisse in Kenia begrenzt sind, dient vor allem der Langstreckenlauf als eine Einkommensgelegenheit. Seit der Initiierung von Title IX haben sich auch amerikanische Hochschulsportprogramme darauf spezialisiert, weiblichen Läufernachwuchs in Kenia zu rekrutieren. Im Vergleich zum europäischen Trainingssystem wird in Kenia häufiger in großen Gruppen trainiert, wobei an Ort und Stelle eine Auswahl der besten erfolgt, weil (fast) jedes Training ein Ausscheidungsrennen ist. In der Laufkultur trifft sich die traditionelle Stammeskultur der Hirten der Savanne mit dem post-kolonialem Lebensgefühl der unbegrenzten Möglichkeiten. Genetik, Tradition, Höhentraining und ein internationaler Markt für Rennen im Dauerlauf begünstigen vor allem die Läuferinnen und Läufer aus dem Rift Valley. Zu den bekanntesten Athleten gehören u. a. Kipchoge Keino, Ben Jipcho, Abel Kirui, Catherine Ndereba, Samuel Kamau Wanjiru, Wilson Kipsang und Eliud Kipchoge. Iten bietet ganzjährig die Möglichkeit des Höhentrainings und gilt als „Welthauptstadt des Laufens“.
Fußball ist in Kenia die beliebteste Mannschaftssportart und die kenianische Fußballnationalmannschaft trägt den Spitznamen Harambee Stars (Swahili für: „Lasst uns zusammenarbeiten“). Die Mannschaft qualifizierte sich noch nicht für eine Fußball-Weltmeisterschaft. Man nahm bisher an sechs Afrika-Cups teil (1972, 1988, 1990, 1992, 2004 und 2019), erreichte jedoch noch nicht die K.O.-Phase.
Cricket ist in Kenia ebenfalls beliebt und die erfolgreichste Mannschaftssportart des Landes. Kenianische Spieler wurden in der Vergangenheit zusammen mit Spielern aus Tansania, Uganda und Sambia für die Ostafrikanische Cricket-Nationalmannschaft berufen, die am ersten Cricket World Cup 1975 in England teilnahm. Die kenianische Cricket-Nationalmannschaft nahm zwischen 1996 und 2011 an jedem Cricket World Cup teil, seitdem scheiterte man jedoch in den Qualifikationen. Kenia war zusammen mit Südafrika und Simbabwe Co-Gastgeber des Cricket World Cups 2003, bei dem man das Halbfinale erreichte, dort jedoch gegen den späteren Vizeweltmeister Indien unterlag. Trotz den Erfolgen des Landes blieb Kenia weiterhin ein Associate Member des International Cricket Council und der Teststatus blieb ihnen verwehrt. Zuvor wurde bereits die ICC KnockOut 2000 in der Hauptstadt Nairobi ausgetragen.
Rugby erfreut sich ebenfalls zunehmender Beliebtheit, vor allem dank der Erfolge der kenianischen Siebener-Rugby-Nationalmannschaft der letzten Jahre. Man nimmt regelmäßig an der World Rugby Sevens Series teil; 2009 erreichte man den dritten Platz. Im Gegensatz dazu gelang es der kenianischen Rugby-Union-Nationalmannschaft (mit dem Spitznamen Simbas – Swahili für: „Löwen“) noch nicht, sich für eine Rugby-Union-Weltmeisterschaft zu qualifizieren; bei der Rugby-Union-Afrikameisterschaft ist man dagegen regelmäßiger Teilnehmer und gewann bisher zwei Turniere (2011 und 2013) und wurde viermal Vizeafrikameister. Wie im Cricket bestand im Rugby von 1950 bis 1982 mit der Ostafrikanischen Rugby-Union-Nationalmannschaft eine multinationale Mannschaft, für die Spieler aus Kenia, Tansania und Uganda aufliefen.
Bekannte kenianische Fußballspieler sind Victor Wanyama, der bei Tottenham Hotspur spielte, und McDonald Mariga.
Special Olympics Kenia wurde 1978 gegründet und nahm mehrmals an Special Olympics Weltspielen teil.

### Landeseigene Links
- The Presidency. Präsidentenamt der Republik Kenia auf www.president.go.ke (englisch)
- Parliament of Kenya. Parlament der Republik Kenia auf www.parliament.go.ke (englisch)
- Kenya Wildlife Service. Staatliche Institution für die Nationalparks und den Tierschutz (englisch)

### Landesprofil bei Ministerien deutschsprachiger Staaten
- Auswärtiges Amt (D): Kenia. auf www.auswaertiges-amt.de
- Bundesministerium für europäische und internationale Angelegenheiten (A): Länderspezifische Reiseinformation: Kenia (Republik Kenia). auf www.bmeia.gv.at
- Eidgenössisches Departement für auswärtige Angelegenheiten (CH): Kenia. auf www.eda.admin.ch

### Internationale Links
- United Nations: United Nations Statistics Division. Kenya. auf www.data.un.org (englisch)
- The World Bank: Countries. Kenya. auf www.worldbank.org (englisch)
- US-Government: CIA World Fact Book. Kenya. auf www.cia.gov (englisch)
- Electoral Institute for Sustainable Democracy in Africa: African Democracy Encyclopaedia Project: Kenya. auf www.eisa.org (englisch)
- WHO: Kenya. auf www.afro.who.int (englisch)
- Welternährungsprogramm der Vereinten Nationen: Annual Country Reports – Kenya. auf www.wfp.org (englisch)
- UNHCR: Kenya. auf www.unhcr.org (englisch)
- Minority Rights Group International: Kenya. auf www.minorityrights.org (englisch)
- UNCTAD: Catalogue of Diversification Opportunities 2022. Kenya. auf www.unctad.org (PDF; 118 kB, englisch)

### Weitere Links
- African Peer Review Mechanism: Country Review Report of the Republic of Kenya, Mai 2006 (Memento vom 27. September 2007 im Internet Archive; PDF; 2,4 MB) auf www.korogocho.org (englisch)